# Giải bóng đá vô địch quốc gia 2019 (kết quả chi tiết)
Đây là lịch thi đấu và kết quả chi tiết Giải bóng đá vô địch quốc gia 2019 với 14 câu lạc bộ tham dự.

## Các vòng đấu

### Vòng 1
| 23 tháng 2 năm 2019 | Sông Lam Nghệ An                                                       | 2–0                       | Quảng Nam | Thành phố Vinh, Nghệ An                                                         |  |
| 16:30               | - Olaha Michael Onyedikachi 20' - Đinh Viết Tú 33' - Memovic Damir 78' | Chi tiết FULL HIGHTLIGHTS |           | Sân vận động: Sân vận động Vinh Lượng khán giả: 8000 Trọng tài: Trần Đình Thịnh |  |

| 21 tháng 2 năm 2019 | Thanh Hóa                    | 1–1                       | Becamex Bình Dương                                | Thành phố Thanh Hóa, Thanh Hóa                                                             |  |
| 17:00               | - Rimario Gordon Allando 35' | Chi tiết FULL HIGHTLIGHTS | - Victor Nabay Mansary 66' - Nguyễn Anh Tài 90+2' | Sân vận động: Sân vận động Thanh Hóa Lượng khán giả: 6000 Trọng tài: Hoàng Phạm Công Khanh |  |

| 23 tháng 2 năm 2019 | Khánh Hòa                                                            | 1–4                       | Hoàng Anh Gia Lai                                                                      | Nha Trang, Khánh Hòa                                                                  |  |
| 17:00               | - Đào Văn Phong 63' - Hoàng Nhật Nam (79) 79' - Phạm Trùm Tỉnh 90+1' | Chi tiết FULL HIGHTLIGHTS | - Trần Minh Vương (8) 2' - Nguyễn Phong Hồng Duy (7) 50' - Walsh Chevaughn (10) 65;79' | Sân vận động: Sân vận động Nha Trang Lượng khán giả: 9000 Trọng tài: Nguyễn Ngọc Châu |  |

| 23 tháng 2 năm 2019 | Hà Nội | 5–0                     | Than Quảng Ninh | Đống Đa, Hà Nội                                                                     |  |
| 19:00               | - Pape Omar Faye 30' - Nguyễn Văn Quyết 41' - Đỗ Hùng Dũng 78' - Hoàng Vũ Samson 85' (ph.đ.) - Oseni Ganiyu Bolaji 88' - Đỗ Duy Mạnh 90+1' | Chi tiết FULL HIGHLIGHT |                 | Sân vận động: Sân vận động Hàng Đẫy Lượng khán giả: 13,000 Trọng tài: Ngô Quốc Hưng |  |

| 24 tháng 2 năm 2019 | Nam Định | 3–1                     | Sài Gòn                                                                                            | Thành phố Nam Định, Nam Định                                                             |  |
| 17:00               | - Pereira Diogo Junior 51' (ph.đ.) - Trần Mạnh Hùng 56' - Nguyễn Hạ Long 64' - Lê Quốc Hường 74' - Ngô Xuân Toàn 90+3' (l.n.) | Chi tiết FULL HIGHLIGHT | - Cao Văn Triền 9' - Trịnh Đức Lợi 32' - Thân Thành Tín 50' - Ngô Xuân Toàn 79' - Thiago Moura 87' | Sân vận động: Sân vận động Thiên Trường Lượng khán giả: 13,000 Trọng tài: Trương Hồng Vũ |  |

| 24 tháng 2 năm 2019 | SHB Đà Nẵng                                                                                     | 3–1                     | Viettel                                                    | Cẩm Lệ, Đà Nẵng                                                                   |  |
| 17:00               | - Nirennold Michel 17' - Phạm Thanh Tiệp 31' - Đỗ Merlo 41' (ph.đ.), 45' 60' - Hà Đức Chinh 90' | Chi tiết FULL HIGHLIGHT | - Bùi Tiến Dũng 33' - Quế Ngọc Hải 39' - Joao De Souza 89' | Sân vận động: Sân vận động Hòa Xuân Lượng khán giả: 13,000 Trọng tài: Ngô Duy Lân |  |

| 24 tháng 2 năm 2019 | Thành phố Hồ Chí Minh                                          | 1-0                     | Hải Phòng                   | Quận 10, Thành phố Hồ Chí Minh                                                           |  |
| 19:00               | - Vũ Ngọc Thịnh 83' - Lê Hoàng Thiên 90+4' - Vũ Anh Tuấn 90+5' | Chi tiết FULL HIGHLIGHT | - Nguyễn Vũ Hoàng Dương 63' | Sân vận động: Sân vận động Thống Nhất Lượng khán giả: 5,000 Trọng tài: Nguyễn Minh Thuận |  |

### Vòng 2
| 1 tháng 3 năm 2019 | Hải Phòng | 2-1                     | Nam Định                                   | Quận Ngô Quyền, Hải Phòng                                                            |  |
| 17:00              | - Lâm Quí 38' - Trịnh Văn Lợi 49' - Jermie Dwayne Lynch 77' - Lê Phạm Thành Long 81' - Nguyễn Văn Hạnh 90+1' | Chi tiết FULL HIGHLIGHT | - Nguyễn Hạ Long 40' - Patiyo Tambwe 90+4' | Sân vận động: Sân vận động Lạch Tray Lượng khán giả: 5,000 Trọng tài: Hoàng Anh Tuấn |  |

| 1 tháng 3 năm 2019 | Hoàng Anh Gia Lai                                    | 1-2                     | Thành phố Hồ Chí Minh                                                                              | Pleiku, Gia Lai                                           |  |
| 17:00              | - Nguyễn Văn Toàn 90' (ph.đ.) - Phạm Hoàng Lâm 90+2' | Chi tiết FULL HIGHLIGHT | - Vũ Ngọc Thịnh 54' - Ngô Hoàng Thịnh 56' - Silva Dos Anios Joel Vinicius 62' - Phạm Công Hiển 76' | Sân vận động: Sân vận động Pleiku Trọng tài: Vũ Nguyên Vũ |  |

| 1 tháng 3 năm 2019 | Sài Gòn                                   | 2-1                     | Khánh Hòa                                                     | Quận 10, Thành phố Hồ Chí Minh                                                         |  |
| 18:00              | - Pedro Paulo 45+1' - Nguyễn Ngọc Duy 63' | Chi tiết FULL HIGHLIGHT | - Zarour Chaher 6' - Phạm Trùm Tỉnh 27' - Nguyễn Đình Lợi 85' | Sân vận động: Sân vận động Thống Nhất Lượng khán giả: 2,000 Trọng tài: Nguyễn Văn Chôm |  |

| 1 tháng 3 năm 2019 | Viettel                                                                                                   | 2-1                     | Thanh Hóa                                                                                 | Đống Đa, Hà Nội                                                                       |  |
| 19:00              | - Joao De Souza 22' - Trương Văn Thiết 42' - Bùi Tiến Dũng 45+2' - Vũ Minh Tuấn 60' - Joao De Souza 90+4' | Chi tiết FULL HIGHLIGHT | - Nguyễn Trọng Hùng 4' - Nguyễn Thế Dương 6' - Hoàng Đình Tùng 61' - Nguyễn Minh Tùng 74' | Sân vận động: Sân vận động Hàng Đẫy Lượng khán giả: 8,000 Trọng tài: Nguyễn Trọng Thư |  |

| 2 tháng 3 năm 2019 | Than Quảng Ninh                                          | 0-0                     | Sông Lam Nghệ An | Cẩm Phả, Quảng Ninh                                                               |  |
| 17:00              | - Lê Thế Mạnh 83' - Lastro Neven 86' - Rivera Adam 90+2' | Chi tiết FULL HIGHLIGHT |                  | Sân vận động: Sân vận động Cửa Ông Lượng khán giả: 6,000 Trọng tài: Hoàng Ngọc Hà |  |

| 2 tháng 3 năm 2019 | Quảng Nam                                                         | 1-1                     | Hà Nội                | Tam Kỳ, Quảng Nam                                                                  |  |
| 17:00              | - Đào Duy Khánh 45' - Đinh Thanh Trung 49' - Junior Claudecir 70' | Chi tiết FULL HIGHLIGHT | - Hoàng Vũ Samson 85' | Sân vận động: Sân vận động Tam Kỳ Lượng khán giả: 14,000 Trọng tài: Trương Hồng Vũ |  |

| 3 tháng 3 năm 2019 | Becamex Bình Dương                                                 | 3-1                     | SHB Đà Nẵng                                                 | Thủ Dầu Một, Bình Dương                                                        |  |
| 17:00              | - Đỗ Thanh Thịnh 18' (l.n.) - Hồ Sỹ Giáp 21' (75) - Lê Tấn Tài 89' | Chi tiết FULL HIGHLIGHT | - Âu Văn Hoàn 37' - Hoàng Minh Tâm 56' - Phạm Mạnh Hùng 58' | Sân vận động: Sân vận động Gò Đậu Lượng khán giả: 8,000 Trọng tài: Đỗ Thành Đệ |  |

### Vòng 3
| 5 tháng 3 năm 2019 | Khánh Hòa                                                                             | 3-4                     | Hải Phòng                                                       | Nha Trang, Khánh Hòa                                                               |  |
| 17:00              | - Lâm Ti Phông 42' - Zarour Chaher 71' (77) - Hoàng Nhật Nam 76' - Phạm Trùm Tỉnh 83' | Chi tiết FULL HIGHLIGHT | - Doãn Ngọc Tân 14' - Jermie Dwayne Lynch 17' (69), 83' 76' 85' | Sân vận động: Sân vận động 19 tháng 8 Lượng khán giả: 6,000 Trọng tài: Ngô Duy Lân |  |

| 5 tháng 3 năm 2019 | Hoàng Anh Gia Lai     | 1-3                     | Sài Gòn                                                                             | Pleiku, Gia Lai                                                                     |  |
| 17:00              | - Nguyễn Văn Toàn 25' | Chi tiết FULL HIGHLIGHT | - Da Sylva Dominique 17' - Pedro Paulo 58' - Lê Quốc Phương 72' - Cao Văn Triền 80' | Sân vận động: Sân vận động Pleiku Lượng khán giả: 7,000 Trọng tài: Nguyễn Ngọc Châu |  |

| 5 tháng 3 năm 2019 | Thành phố Hồ Chí Minh                                                                | 2-0                     | Nam Định | Quận 10, Thành phố Hồ Chí Minh                                  |  |
| 19:00              | - Phạm Văn Thành 43' - Ngô Hoàng Thịnh 56' - Vũ Ngọc Thịnh 65' - Trần Thanh Bình 79' | Chi tiết FULL HIGHLIGHT |          | Sân vận động: Sân vận động Thống Nhất Trọng tài: Trần Văn Trọng |  |

| 6 tháng 3 năm 2019 | Than Quảng Ninh                                                                      | 3-0                     | Thanh Hóa           | Cẩm Phả, Quảng Ninh                                                                  |  |
| 17:00              | - Lê Thế Mạnh 11' - Mạc Hồng Quân 37' - Nguyễn Hải Huy 39' (87) - Nghiêm Xuân Tú 61' | Chi tiết FULL HIGHLIGHT | - Kurtaj Gramoz 54' | Sân vận động: Sân vận động Cửa Ông Lượng khán giả: 5,000 Trọng tài: Nguyễn Đình Thái |  |

| 6 tháng 3 năm 2019 | Viettel                                     | 0-2                     | Hà Nội | Đống Đa, Hà Nội                                            |  |
| 19:00              | - Nguyễn Đức Chiến 15' - Quế Ngọc Hải 90+3' | Chi tiết FULL HIGHLIGHT | - Ngân Văn Đại 17' - Pape Omar Faye 28' 88' - Oseni Ganiyu Bolaji 32' - Nguyễn Văn Quyết 40' 50' - Trần Văn Kiên 64' - Đỗ Duy Mạnh 66' - Hoàng Vũ Samson 86' | Sân vận động: Sân vận động Hàng Đẫy Lượng khán giả: 14,000 |  |

| 7 tháng 3 năm 2019 | Sông Lam Nghệ An                                                                              | 2-1                     | Becamex Bình Dương   | Thành phố Vinh, Nghệ An                                                            |  |
| 16:30              | - Olaha Michael Onyedikachi 30' - Alves Marcio 38' - Cao Xuân Thắng 44' - Hoàng Văn Khánh 78' | Chi tiết FULL HIGHLIGHT | - Lê Tấn Tài 60' 60' | Sân vận động: Sân vận động Vinh Lượng khán giả: 8,000 Trọng tài: Nguyễn Phương Nam |  |

| 7 tháng 3 năm 2019 | SHB Đà Nẵng                                                     | 2-2                     | Quảng Nam | Cẩm Lệ, Đà Nẵng                                                                    |  |
| 17:00              | - Bonifico Edson 5' - Phạm Mạnh Hùng 90+4' - Hà Đức Chinh 90+5' | Chi tiết FULL HIGHLIGHT | - Gabriel Dos Santos 10' - Phan Đình Thắng 24' - Đào Duy Khánh 60' - Nguyễn Anh Hùng 66' - Đặng Hữu Phước 73' - Junior Claudecir 76' | Sân vận động: Sân vận động Hòa Xuân Lượng khán giả: 5,000 Trọng tài: Hoàng Ngọc Hà |  |

### Vòng 4
| 5 tháng 4 năm 2019 | Quảng Nam | 0-1                     | Than Quảng Ninh     | Tam Kỳ, Quảng Nam                                                                 |  |
| 17:00              |           | Chi tiết FULL HIGHLIGHT | - Mạc Hồng Quân 54' | Sân vận động: Sân vận động Tam Kỳ Lượng khán giả: 3,000 Trọng tài: Hoàng Anh Tuấn |  |

| 6 tháng 4 năm 2019 | Nam Định                                                      | 1-2                     | Khánh Hòa | Thành phố Nam Định, Nam Định                                                               |  |
| 17:00              | - Mai Xuân Quyết 14' - Lê Quốc Hường 32' - Trần Mạnh Hùng 66' | Chi tiết FULL HIGHLIGHT | - Nasciment De Olivera Warley 10' - Đào Văn Phong 51' - Nasciment De Olivera Warley 64' - Nguyễn Tấn Điền 68' - Nguyễn Tấn Tài 72' | Sân vận động: Sân vận động Thiên Trường Lượng khán giả: 11,000 Trọng tài: Nguyễn Viết Duẩn |  |

| 6 tháng 4 năm 2019 | Hải Phòng                                                                                     | 1-0                     | Hoàng Anh Gia Lai                          | Quận Ngô Quyền, Hải Phòng                                                           |  |
| 17:00              | - Mpande Joseph Mbolimbo 8' - Nguyễn Văn Hạnh 66' - Nguyễn Hữu Phúc 77' - Adriano Schmidt 87' | Chi tiết FULL HIGHLIGHT | - Walsh Chevaughn 45+1' - Lê Đức Lương 82' | Sân vận động: Sân vận động Lạch Tray Lượng khán giả: 9,000 Trọng tài: Hoàng Ngọc Hà |  |

| 6 tháng 4 năm 2019 | Sài Gòn                               | 0-0                     | Thành phố Hồ Chí Minh   | Quận 10, Thành phố Hồ Chí Minh                                                         |  |
| 19:00              | - Cao Văn Triền 43' - Pedro Paulo 47' | Chi tiết FULL HIGHLIGHT | - Nguyễn Công Thành 77' | Sân vận động: Sân vận động Thống Nhất Lượng khán giả: 4,000 Trọng tài: Nguyễn Văn Chôm |  |

| 7 tháng 4 năm 2019 | Thanh Hóa          | 0-0                     | SHB Đà Nẵng                                   | Thành phố Thanh Hóa, Thanh Hóa                                                          |  |
| 17:00              | - Phạm Văn Nam 76' | Chi tiết FULL HIGHLIGHT | - Hoàng Minh Tâm 29' - Phạm Mạnh Hùng 34' 74' | Sân vận động: Sân vận động Thanh Hóa Lượng khán giả: 8,000 Trọng tài: Nguyễn Hiển Triết |  |

| 7 tháng 4 năm 2019 | Hà Nội | 4-0                     | Sông Lam Nghệ An      | Đống Đa, Hà Nội                                                                   |  |
| 19:00              | - Oseni Ganiyu Bolaji 13' - Pape Omar Faye 21' - Nguyễn Văn Dũng (cầu thủ) 27' - Nguyễn Quang Hải 40' - Hoàng Vũ Samson 86' (ph.đ.) | Chi tiết FULL HIGHLIGHT | - Trần Đình Hoàng 90' | Sân vận động: Sân vận động Hàng Đẫy Lượng khán giả: 14,000 Trọng tài: Ngô Duy Lân |  |

| 8 tháng 4 năm 2019 | Becamex Bình Dương             | 1-0                     | Viettel                                                      | Thủ Dầu Một, Bình Dương                                                             |  |
| 17:00              | - Luiz Queiroz Dias Wander 67' | Chi tiết FULL HIGHLIGHT | - Bùi Duy Thường 10' - Kayo Borges 26' - Trần Ngọc Sơn 45+1' | Sân vận động: Sân vận động Gò Đậu Lượng khán giả: 6,000 Trọng tài: Nguyễn Trọng Thư |  |

### Vòng 5
| 12 tháng 4 năm 2019 | Becamex Bình Dương                        | 2-3                     | Thành phố Hồ Chí Minh                                                                                 | Thủ Dầu Một, Bình Dương                                                        |  |
| 17:00               | - Nguyễn Anh Đức 74' 80' - Hồ Sỹ Giáp 82' | Chi tiết FULL HIGHLIGHT | - Ewonde Epassi Louis Christian 13' - Silva Dos Anios Joel Vinicius 38' 90+2' - Nguyễn Công Thành 68' | Sân vận động: Sân vận động Gò Đậu Lượng khán giả: 3,000 Trọng tài: Đỗ Thành Đệ |  |

| 12 tháng 4 năm 2019 | Khánh Hòa                                   | 0-0                     | Hà Nội | Nha Trang, Khánh Hòa                                                                          |  |
| 19:00               | - Nguyễn Tấn Điền 78' - Đào Văn Phong 90+2' | Chi tiết FULL HIGHLIGHT |        | Sân vận động: Sân vận động 19 tháng 8 Lượng khán giả: 10,000 Trọng tài: Hoàng Phạm Công Khanh |  |

| 13 tháng 4 năm 2019 | Hoàng Anh Gia Lai                                                                            | 3-2                     | Than Quảng Ninh | Pleiku, Gia Lai                                                                   |  |
| 17:00               | - Nguyễn Văn Toàn (cầu thủ bóng đá) 23', 67' - Triệu Việt Hưng 26' 30' - Trần Minh Vương 87' | Chi tiết FULL HIGHLIGHT | - Dương Thanh Hào 25' - Nguyễn Hải Huy 40' - Lastro Neven 66' 90+3' - Kouassi Yao Hermann 69' - Dyachenko Rodion 71' - Trịnh Hoa Hùng 78' - Nghiêm Xuân Tú 84' | Sân vận động: Sân vận động Pleiku Lượng khán giả: 5,000 Trọng tài: Trương Hồng Vũ |  |

| 13 tháng 4 năm 2019 | Viettel                                                      | 1-0                     | Nam Định | Đống Đa, Hà Nội                                                                       |  |
| 19:00               | - Bùi Duy Thường 39' - Trần Ngọc Sơn 59' - Bùi Tiến Dũng 81' | Chi tiết FULL HIGHLIGHT |          | Sân vận động: Sân vận động Hàng Đẫy Lượng khán giả: 7,000 Trọng tài: Nguyễn Đình Thái |  |

| 14 tháng 4 năm 2019 | Sông Lam Nghệ An                                                                                                  | 1-0                     | Thanh Hóa          | Thành phố Vinh, Nghệ An                                                        |  |
| 17:00               | - Alves Marcio Bản mẫu:Sentofff - Hồ Khắc Ngọc 28' (ph.đ.) - Olaha Michael Onyedikachi 56' - Hoàng Văn Bình 90+2' | Chi tiết FULL HIGHLIGHT | - Phạm Văn Nam 33' | Sân vận động: Sân vận động Vinh Lượng khán giả: 8,000 Trọng tài: Ngô Quốc Hưng |  |

| 14 tháng 4 năm 2019 | Hải Phòng                                                                                       | 1-1                     | SHB Đà Nẵng                                                  | Quận Ngô Quyền, Hải Phòng                                                              |  |
| 17:00               | - Nguyễn Đình Bảo 15' - Mpande Joseph Mbolimbo 43' - Nguyễn Hữu Phúc 53' - Vương Quốc Trung 89' | Chi tiết FULL HIGHLIGHT | - Schmitt Norbert 7' - Đặng Anh Tuấn 22' - Bùi Tiến Dụng 73' | Sân vận động: Sân vận động Lạch Tray Lượng khán giả: 10,000 Trọng tài: Trần Trung Hiếu |  |

| 14 tháng 4 năm 2019 | Sài Gòn                                      | 1-1                     | Quảng Nam                                | Quận 10, Thành phố Hồ Chí Minh                                                      |  |
| 19:00               | - Da Sylva Dominique 54' - Ngô Xuân Toàn 81' | Chi tiết FULL HIGHLIGHT | - Đinh Viết Tú 64' - Phan Đình Thắng 67' | Sân vận động: Sân vận động Thống Nhất Lượng khán giả: 2,000 Trọng tài: Vũ Nguyên Vũ |  |

### Vòng 6
| 19 tháng 4 năm 2019 | SHB Đà Nẵng | 0-2                     | Sông Lam Nghệ An | Cẩm Lệ, Đà Nẵng                                                                     |  |
| 17:00               |             | Chi tiết FULL HIGHLIGHT | - Trần Đình Đồng 15' - Nguyễn Quang Tình 50' 90+1' - Olaha Michael Onyedikachi 68' - Hồ Khắc Ngọc 90' - Lê Mạnh Dũng 90+4' | Sân vận động: Sân vận động Hòa Xuân Lượng khán giả: 7,000 Trọng tài: Trương Hồng Vũ |  |

| 20 tháng 4 năm 2019 | Thanh Hóa                                                                                 | 2-2                     | Khánh Hòa                   | Thành phố Thanh Hóa, Thanh Hóa                                                       |  |
| 17:00               | - Hoàng Đình Tùng 52' - Nguyễn Minh Tùng 63' - Đinh Tiến Thành 64' - Lê Văn Thắng 77' 77' | Chi tiết FULL HIGHLIGHT | - Phạm Trùm Tỉnh 16', 90+3' | Sân vận động: Sân vận động Thanh Hóa Lượng khán giả: 4,000 Trọng tài: Hoàng Anh Tuấn |  |

| 20 tháng 4 năm 2019 | Than Quảng Ninh                                                                               | 3-0                     | Sài Gòn                                                           | Cẩm Phả, Quảng Ninh                                                               |  |
| 18:00               | - Dyachenko Rodion 9', 72' - Đào Nhật Minh 22' - Kouassi Yao Hermann 29' - Trịnh Hoa Hùng 51' | Chi tiết FULL HIGHLIGHT | - Cao Văn Triền 8' - Da Sylva Dominique 45' - Trịnh Đức Lợi 90+3' | Sân vận động: Sân vận động Cửa Ông Lượng khán giả: 6,000 Trọng tài: Hoàng Ngọc Hà |  |

| 20 tháng 4 năm 2019 | Thành phố Hồ Chí Minh                                                                               | 2-0                     | Viettel                | Quận 10, Thành phố Hồ Chí Minh                                                           |  |
| 19:00               | - Ewonde Epassi Louis Christian 56' - Nguyễn Hữu Tuấn 60' 73' - Silva Dos Anios Joel Vinicius 90+1' | Chi tiết FULL HIGHLIGHT | - Nguyễn Đức Chiến 41' | Sân vận động: Sân vận động Thống Nhất Lượng khán giả: 6,000 Trọng tài: Nguyễn Minh Thuận |  |

| 21 tháng 4 năm 2019 | Nam Định                                                                | 1-0                     | Becamex Bình Dương                                                    | Thành phố Nam Định, Nam Định                                                                |  |
| 17:00               | - Pereira Diogo Junior 44' - Đoàn Thanh Trường 82' - Mai Xuân Quyết 77' | Chi tiết FULL HIGHLIGHT | - Nguyễn Trung Tín 34' - Shumeiko Veniamin 57' - Đinh Hoàng Max 90+3' | Sân vận động: Sân vận động Thiên Trường Lượng khán giả: 10,000 Trọng tài: Nguyễn Trung Kiên |  |

| 21 tháng 4 năm 2019 | Quảng Nam                                                                           | 3-0                     | Hoàng Anh Gia Lai  | Tam Kỳ, Quảng Nam                                                                    |  |
| 17:00               | - Huỳnh Tấn Sinh 9' - Đinh Thanh Trung 40' - Phan Đình Thắng 83' - Hà Minh Tuấn 87' | Chi tiết FULL HIGHLIGHT | - Lê Đức Lương 86' | Sân vận động: Sân vận động Tam Kỳ Lượng khán giả: 9,000 Trọng tài: Nguyễn Hiển Triết |  |

| 21 tháng 4 năm 2019 | Hà Nội | 3-1                     | Hải Phòng                                                                                | Đống Đa, Hà Nội                                                                   |  |
| 19:00               | - Trương Văn Thái Quý 27' - Hoàng Vũ Samson 64', 74' (ph.đ.) - Trần Văn Kiên 67' - Đoàn Văn Hậu 78' - Trần Đình Trọng 80' - Nguyễn Quang Hải 90+4' | Chi tiết FULL HIGHLIGHT | - Nguyễn Văn Hạnh 12' - Phạm Hoài Dương 56' - Vương Quốc Trung 63' - Nguyễn Đình Bảo 66' | Sân vận động: Sân vận động Hàng Đẫy Lượng khán giả: 11,000 Trọng tài: Ngô Duy Lân |  |

### Vòng 7
| 26 tháng 4 năm 2019 | Hải Phòng                                                           | 3-2                     | Becamex Bình Dương                                                    | Quận Ngô Quyền, Hải Phòng                                                              |  |
| 17:00               | - Diego Fagan 42' (ph.đ.), 90+2' 90+3' - Mpande Joseph Mbolimbo 90' | Chi tiết FULL HIGHLIGHT | - Nguyễn Anh Đức 18' - Nguyễn Thanh Long 43' - Đoàn Tuấn Cảnh 85' 85' | Sân vận động: Sân vận động Lạch Tray Lượng khán giả: 6,000 Trọng tài: Nguyễn Đình Thái |  |

| 27 tháng 4 năm 2019 | Sông Lam Nghệ An      | 0-0                     | Nam Định                                   | Thành phố Vinh, Nghệ An                                                        |  |
| 17:00               | - Trần Đình Hoàng 67' | Chi tiết FULL HIGHLIGHT | - Nguyễn Hạ Long 61' - Patiyo Tambwe 90+1' | Sân vận động: Sân vận động Vinh Lượng khán giả: 8,000 Trọng tài: Hoàng Ngọc Hà |  |

| 27 tháng 4 năm 2019 | Quảng Nam                                  | 0-2                     | Viettel                                                                          | Tam Kỳ, Quảng Nam                                                                  |  |
| 17:00               | - Nguyễn Anh Hùng 71' - Đinh Viết Tú 90+2' | Chi tiết FULL HIGHLIGHT | - Joao De Souza 3' - Vũ Minh Tuấn 10' - Nguyễn Đức Chiến 68' - Bùi Tiến Dũng 74' | Sân vận động: Sân vận động Tam Kỳ Lượng khán giả: 9,000 Trọng tài: Nguyễn Văn Chôm |  |

| 27 tháng 4 năm 2019 | Hà Nội                | 1-0                     | Thành phố Hồ Chí Minh                    | Đống Đa, Hà Nội                                                                     |  |
| 19:00               | - Hoàng Vũ Samson 44' | Chi tiết FULL HIGHLIGHT | - Vũ Quang Nam 88' - Vũ Ngọc Thịnh 90+3' | Sân vận động: Sân vận động Hàng Đẫy Lượng khán giả: 13,000 Trọng tài: Ngô Quốc Hưng |  |

| 28 tháng 4 năm 2019 | Hoàng Anh Gia Lai                                                           | 3-3                     | Thanh Hóa                                                                                       | Pleiku, Gia Lai                                                                 |  |
| 17:00               | - Trương Trọng Sáng 14' - Walsh Chevaughn 33', 51' - Nguyễn Hữu Anh Tài 52' | Chi tiết FULL HIGHLIGHT | - Kurtaj Gramoz 26' - Rimario Allando Gordon 47' - Lê Thanh Bình 74' (ph.đ.) - Lê Văn Thắng 89' | Sân vận động: Sân vận động Pleiku Lượng khán giả: 9,000 Trọng tài: Vũ Nguyên Vũ |  |

| 28 tháng 4 năm 2019 | Than Quảng Ninh                                                                              | 2-1                     | Khánh Hòa                                                               | Cẩm Phả, Quảng Ninh                                                             |  |
| 18:00               | - Nguyễn Tiến Duy 45+1' - Lê Thế Mạnh 63' - Kouassi Yao Hermann 67' - Nguyễn Hải Huy 70' 87' | Chi tiết FULL HIGHLIGHT | - Toure Youssouf 45' 81' - Nguyễn Đình Lợi 89' - Trần Đình Khương 90+2' | Sân vận động: Sân vận động Cửa Ông Lượng khán giả: 4,500 Trọng tài: Ngô Duy Lân |  |

| 28 tháng 4 năm 2019 | Sài Gòn                                                               | 3-1                     | SHB Đà Nẵng                           | Quận 10, Thành phố Hồ Chí Minh                                                     |  |
| 19:00               | - Pedro Paulo 9', 85' - Ngô Xuân Toàn 11' - Phạm Mạnh Hùng 80' (l.n.) | Chi tiết FULL HIGHLIGHT | - Âu Văn Hoàn 12' - Đặng Anh Tuấn 18' | Sân vận động: Sân vận động Thống Nhất Lượng khán giả: 3,000 Trọng tài: Đỗ Thành Đệ |  |

### Vòng 8
| 5 tháng 5 năm 2019 | Becamex Bình Dương | 2-2                     | Hà Nội                                                                     | Thủ Dầu Một, Bình Dương                                                         |  |
| 17:00              | - Luiz Queiroz Dias Wander 3' - Tô Văn Vũ 20' - Hồ Tấn Tài 47' - Victor Nabay Mansary 72' - Rabo Ali 87' - Bùi Tấn Trường 90+1' | Chi tiết FULL HIGHLIGHT | - Oseni Ganiyu Bolaji 45' - Hoàng Vũ Samson 56' - Nguyễn Thành Chung 90+4' | Sân vận động: Sân vận động Gò Đậu Lượng khán giả: 14,000 Trọng tài: Ngô Duy Lân |  |

| 5 tháng 5 năm 2019 | SHB Đà Nẵng                                                                       | 1-0                     | Than Quảng Ninh     | Cẩm Lệ, Đà Nẵng                                                                     |  |
| 17:00              | - Hoàng Minh Tâm 8' - Võ Nhật Tân 29' - Âu Văn Hoàn 58' - Nguyễn Thanh Bình 90+2' | Chi tiết FULL HIGHLIGHT | - Nguyễn Hải Huy 7' | Sân vận động: Sân vận động Hòa Xuân Lượng khán giả: 8,000 Trọng tài: Hoàng Anh Tuấn |  |

| 5 tháng 5 năm 2019 | Viettel                                  | 0-0                     | Sông Lam Nghệ An      | Đống Đa, Hà Nội                                                                         |  |
| 19:00              | - Kayo Borges 22' - Nguyễn Trọng Đại 62' | Chi tiết FULL HIGHLIGHT | - Hoàng Văn Khánh 30' | Sân vận động: Sân vận động Hàng Đẫy Lượng khán giả: 12,000 Trọng tài: Nguyễn Hiền Triết |  |

- Do sự qua đời của Lê Đức Anh nên trận Hoàng Anh Gia Lai gặp Dược Nam Hà Nam Định chuyển lịch thi đấu từ ngày 3 tháng 5 sang ngày 5 tháng 5

| 5 tháng 5 năm 2019 | Hoàng Anh Gia Lai                           | 2-0                     | Nam Định                                                                                 | Pleiku, Gia Lai                                                                      |  |
| 17:00              | - Walsh Chevaughn 39' - Trần Minh Vương 72' | Chi tiết FULL HIGHLIGHT | - Nguyễn Đình Mạnh 8' - Nguyễn Hữu Định 60' - Đoàn Thanh Trường 67' - Phạm Văn Quý 90+5' | Sân vận động: Sân vận động Pleiku Lượng khán giả: 9,000 Trọng tài: Nguyễn Minh Thuận |  |

- Do sự qua đời của Lê Đức Anh nên trận Sài Gòn FC gặp Hải Phòng chuyển lịch thi đấu từ ngày 4 tháng 5 sang ngày 5 tháng 5

| 5 tháng 5 năm 2019 | Sài Gòn                                                      | 1-0                     | Hải Phòng                                      | Quận 10, Thành phố Hồ Chí Minh                                                           |  |
| 19:00              | - Cao Văn Triền 50' - Nguyễn Vũ Tín 70' - Nguyễn Hữu Sơn 74' | Chi tiết FULL HIGHLIGHT | - Nguyễn Văn Hạnh 9' - Jermie Dwayne Lynch 89' | Sân vận động: Sân vận động Thống Nhất Lượng khán giả: 3,000 Trọng tài: Nguyễn Trung Kiên |  |

- Do sự qua đời của Lê Đức Anh nên các trận Thanh Hóa gặp Quảng Nam và Sanna Khánh Hòa Biển Việt Nam gặp Thành phố Hồ Chí Minh chuyển lịch thi đấu từ ngày 4 tháng 5 sang ngày 6 tháng 5

| 6 tháng 5 năm 2019 | Thanh Hóa | 3-2                     | Quảng Nam                                                      | Thành phố Thanh Hóa, Thanh Hóa                                                       |  |
| 17:00              | - Bùi Văn Hiếu 20' 83' - Rimario Allando Gordon 75' 90+4' - Lê Văn Thắng 86' - Lương Bá Sơn 90+1' - Lê Thanh Bình 90+5' | Chi tiết FULL HIGHLIGHT | - Thiago Santos 22' - Hà Minh Tuấn 50' - Nguyễn Anh Hùng 90+4' | Sân vận động: Sân vận động Thanh Hóa Lượng khán giả: 6,000 Trọng tài: Trương Hồng Vũ |  |

| 6 tháng 5 năm 2019 | Khánh Hòa                                                        | 1-2                     | Thành phố Hồ Chí Minh | Nha Trang, Khánh Hòa                                                               |  |
| 17:00              | - Phạm Trùm Tỉnh 2' 83' - Zarour Chaher 18' - Nguyễn Tấn Tài 39' | Chi tiết FULL HIGHLIGHT | - Ewonde Epassi Louis Christian 16' - Đỗ Văn Thuận 22' - Trần Thanh Bình 31' - Phạm Công Hiển 59' - Nguyễn Tăng Tiến 88' | Sân vận động: Sân vận động 19 tháng 8 Lượng khán giả: 3,500 Trọng tài: Đỗ Thành Đệ |  |

### Vòng 9
| 10 tháng 5 năm 2019 | Becamex Bình Dương                              | 1-0                     | Sài Gòn              | Thủ Dầu Một, Bình Dương                                                            |  |
| 17:00               | - Nguyễn Anh Đức 60' - Victor Nabay Mansary 81' | Chi tiết FULL HIGHLIGHT | - Nguyễn Văn Ngọ 32' | Sân vận động: Sân vận động Gò Đậu Lượng khán giả: 2,000 Trọng tài: Nguyễn Văn Chôm |  |

| 11 tháng 5 năm 2019 | Thanh Hóa                                                                                           | 4-1                     | Hà Nội                                                           | Thành phố Thanh Hóa, Thanh Hóa                                                           |  |
| 17:00               | - Nguyễn Trọng Hùng 19' - Rimario Allando Gordon 27' - Kurtaj Gramoz 39' (ph.đ.) - Lương Bá Sơn 87' | Chi tiết FULL HIGHLIGHT | - Trần Đình Trọng 37' - Pape Omar Faye 47' - Hoàng Vũ Samson 50' | Sân vận động: Sân vận động Thanh Hóa Lượng khán giả: 10,000 Trọng tài: Nguyễn Hiền Triết |  |

| 11 tháng 5 năm 2019 | Nam Định                                                                               | 1-1                     | Than Quảng Ninh | Thành phố Nam Định, Nam Định                                                               |  |
| 17:00               | - Phạm Văn Quý 57' - Patiyo Tambwe 74' (ph.đ.) - Lê Văn Phú 75' - Nguyễn Đình Mạnh 78' | Chi tiết FULL HIGHLIGHT | - Kouassi Yao Hermann 44' - Nguyễn Tiến Duy 53' - Dương Thanh Hào 73' - Đào Nhật Minh 76' - Giang Trần Quách Tân 90+1' | Sân vận động: Sân vận động Thiên Trường Lượng khán giả: 10,000 Trọng tài: Nguyễn Viết Duẩn |  |

| 11 tháng 5 năm 2019 | Thành phố Hồ Chí Minh                                       | 1-1                     | Quảng Nam                                             | Quận 10, Thành phố Hồ Chí Minh                                                       |  |
| 19:00               | - Matias Nicolas Jadue Gonzalez 18' 85' - Vũ Ngọc Thịnh 37' | Chi tiết FULL HIGHLIGHT | - Đinh Thanh Trung 26' 38' (ph.đ.) - Hà Minh Tuấn 59' | Sân vận động: Sân vận động Thống Nhất Lượng khán giả: 3,000 Trọng tài: Ngô Quốc Hưng |  |

| 12 tháng 5 năm 2019 | Hải Phòng                                                             | 0-0                     | Sông Lam Nghệ An                                                        | Quận Ngô Quyền, Hải Phòng                                                             |  |
| 17:00               | - Nguyễn Văn Hạnh 34' - Nguyễn Hữu Phúc 45' - Jermie Dwayne Lynch 75' | Chi tiết FULL HIGHLIGHT | - Olaha Michael Onyedikachi 36' - Phạm Thế Nhật 61' - Memovic Damir 75' | Sân vận động: Sân vận động Lạch Tray Lượng khán giả: 10,000 Trọng tài: Hoàng Anh Tuấn |  |

| 12 tháng 5 năm 2019 | SHB Đà Nẵng                                                                                              | 2-1                     | Khánh Hòa                                                                                 | Cẩm Lệ, Đà Nẵng                                                                            |  |
| 17:00               | - Schmitt Norbert 15' - Đặng Anh Tuấn 64' - Đỗ Merlo 90+2' (ph.đ.) 90+2' 90+5' - Nguyễn Thanh Bình 90+5' | Chi tiết FULL HIGHLIGHT | - Nasciment De Olivera Warley 82' (ph.đ.) 90+5' - Trần Trọng Bình 87' - Đào Văn Phong 90' | Sân vận động: Sân vận động Hòa Xuân Lượng khán giả: 6,000 Trọng tài: Hoàng Phạm Công Khanh |  |

| 12 tháng 5 năm 2019 | Viettel | 0-3                     | Hoàng Anh Gia Lai                                            | Đống Đa, Hà Nội                                                                    |  |
| 19:00               |         | Chi tiết FULL HIGHLIGHT | - Vũ Văn Thanh 58' - A Hoàng 73' - Walsh Chevaughn 90' 90+3' | Sân vận động: Sân vận động Hàng Đẫy Lượng khán giả: 13,000 Trọng tài: Vũ Phúc Hoan |  |

### Vòng 10
| 17 tháng 5 năm 2019 | Than Quảng Ninh                                                  | 1-2                     | Thành phố Hồ Chí Minh                                       | Cẩm Phả, Quảng Ninh                                                                   |  |
| 18:00               | - Dương Thanh Hào 11' - Mạc Hồng Quân 36' 84' - Lastro Neven 67' | Chi tiết FULL HIGHLIGHT | - Silva Dos Anios Joel Vinicius 11' - Ngô Hoàng Thịnh 90+2' | Sân vận động: Sân vận động Cửa Ông Lượng khán giả: 5,000 Trọng tài: Nguyễn Trung Kiên |  |

| 18 tháng 5 năm 2019 | Sông Lam Nghệ An        | 0-0                     | Khánh Hòa | Thành phố Vinh, Nghệ An                                                         |  |
| 17:00               | - Nguyễn Quang Tình 77' | Chi tiết FULL HIGHLIGHT |           | Sân vận động: Sân vận động Vinh Lượng khán giả: 6,000 Trọng tài: Trương Hồng Vũ |  |

| 18 tháng 5 năm 2019 | Hải Phòng                                                                                           | 2-2                     | Thanh Hóa | Quận Ngô Quyền, Hải Phòng                                                           |  |
| 17:00               | - Jermie Dwayne Lynch 30', 55' - Mpande Joseph Mbolimbo 45+2' - Nguyễn Hữu Phúc 90' - Lâm Quí 90+4' | Chi tiết FULL HIGHLIGHT | - Kurtaj Gramoz 8' - Bùi Văn Hiếu 14' - Monday Samuel Aynoko 15' - Lê Văn Thắng 19' - Nguyễn Trọng Hùng 41' - Lê Thanh Bình 90+4' | Sân vận động: Sân vận động Lạch Tray Lượng khán giả: 6,000 Trọng tài: Hoàng Ngọc Hà |  |

| 18 tháng 5 năm 2019 | Sài Gòn                                                                         | 3-0                     | Viettel | Quận 10, Thành phố Hồ Chí Minh                                                     |  |
| 19:00               | - Nguyễn Ngọc Duy 9' - Lê Quốc Phương 22' - Pedro Paulo 41' - Cao Văn Triền 44' | Chi tiết FULL HIGHLIGHT |         | Sân vận động: Sân vận động Thống Nhất Lượng khán giả: 3,000 Trọng tài: Đỗ Thành Đệ |  |

| 19 tháng 5 năm 2019 | Hoàng Anh Gia Lai     | 1-1                     | Becamex Bình Dương                   | Pleiku, Gia Lai                                                                 |  |
| 17:00               | - Nguyễn Văn Toàn 26' | Chi tiết FULL HIGHLIGHT | - Hồ Tấn Tài 16' 17' - Tô Văn Vũ 55' | Sân vận động: Sân vận động Pleiku Lượng khán giả: 11,000 Trọng tài: Ngô Duy Lân |  |

| 19 tháng 5 năm 2019 | Quảng Nam                                                        | 1-1                     | Nam Định                                  | Tam Kỳ, Quảng Nam                                                                  |  |
| 17:00               | - Junior Claudecir 56' - Lê Đức Lộc 77' - Gabriel Dos Santos 86' | Chi tiết FULL HIGHLIGHT | - Nguyễn Hạ Long 5' - Patiyo Tambwe 90+3' | Sân vận động: Sân vận động Tam Kỳ Lượng khán giả: 3,000 Trọng tài: Trần Đình Thịnh |  |

| 19 tháng 5 năm 2019 | Hà Nội                                            | 3-2                     | SHB Đà Nẵng                                                         | Đống Đa, Hà Nội                                                                       |  |
| 19:00               | - Oseni Ganiyu Bolaji 28', 68' - Đỗ Hùng Dũng 70' | Chi tiết FULL HIGHLIGHT | - Nirennold Michel 24' - Nguyễn Thanh Hải 44' - Schmitt Norbert 81' | Sân vận động: Sân vận động Hàng Đẫy Lượng khán giả: 8,000 Trọng tài: Nguyễn Đình Thái |  |

### Vòng 11
| 24 tháng 5 năm 2019 | Becamex Bình Dương | 0-2                     | Than Quảng Ninh                                               | Thủ Dầu Một, Bình Dương                                                              |  |
| 17:00               |                    | Chi tiết FULL HIGHLIGHT | - Lê Thế Mạnh 23' - Nguyễn Hải Huy 42' - Lastro Neven 42' 65' | Sân vận động: Sân vận động Gò Đậu Lượng khán giả: 3,200 Trọng tài: Nguyễn Hiền Triết |  |

| 24 tháng 5 năm 2019 | Nam Định                                                                                     | 2-0                     | Hà Nội              | Thành phố Nam Định, Nam Định                                                               |  |
| 17:00               | - Pereira Diogo Junior 37' - Vũ Thế Vương 70' 70' - Đinh Văn Trường 81' - Nguyễn Hạ Long 89' | Chi tiết FULL HIGHLIGHT | - Trần Văn Kiên 80' | Sân vận động: Sân vận động Thiên Trường Lượng khán giả: 19,000 Trọng tài: Nguyễn Đình Thái |  |

| 24 tháng 5 năm 2019 | Thanh Hóa                                                       | 2-1                     | Sài Gòn                                                                                                  | Thành phố Thanh Hóa, Thanh Hóa                                                      |  |
| 18:00               | - Kurtaj Gramoz 49' - Đinh Tiến Thành 72' - Hoàng Đình Tùng 88' | Chi tiết FULL HIGHLIGHT | - Lê Quốc Phương 33' - Nguyễn Quốc Long 41' - Nguyễn Vũ Tín 51' - Thiago Moura 69' - Nguyễn Ngọc Duy 77' | Sân vận động: Sân vận động Thanh Hóa Lượng khán giả: 10,000 Trọng tài: Vũ Phúc Hoan |  |

| 24 tháng 5 năm 2019 | Viettel                                                                                         | 2-0                     | Hải Phòng                                                             | Đống Đa, Hà Nội                                                                             |  |
| 19:00               | - Joao De Souza 13', 54' 55' - Quàng Thế Tài 22' - Nguyễn Đức Chiến 65' - Nguyễn Việt Phong 76' | Chi tiết FULL HIGHLIGHT | - Jermie Dwayne Lynch 27' - Nguyễn Văn Hạnh 30' - Phạm Hoài Dương 64' | Sân vận động: Sân vận động Hàng Đẫy Lượng khán giả: 10,000 Trọng tài: Hoàng Phạm Công Khanh |  |

| 25 tháng 5 năm 2019 | Khánh Hòa                                             | 3-2                     | Quảng Nam                                 | Nha Trang, Khánh Hòa                                                                     |  |
| 17:00               | - Toure Youssouf 29' (ph.đ.) - Olivera 38', 80' 90+3' | Chi tiết FULL HIGHLIGHT | - Hà Minh Tuấn 14' - Junior Claudecir 64' | Sân vận động: Sân vận động 19 tháng 8 Lượng khán giả: 5,000 Trọng tài: Nguyễn Minh Thuận |  |

| 25 tháng 5 năm 2019 | SHB Đà Nẵng                                                                               | 2-1                     | Hoàng Anh Gia Lai                              | Cẩm Lệ, Đà Nẵng                                                                      |  |
| 17:00               | - Đặng Anh Tuấn 4' 7' - Bùi Tiến Dụng 26' 80' - Nguyễn Công Nhật 65' - Phạm Mạnh Hùng 83' | Chi tiết FULL HIGHLIGHT | - Trần Minh Vương 90+3' - Junior Claudecir 64' | Sân vận động: Sân vận động Hòa Xuân Lượng khán giả: 12,000 Trọng tài: Trương Hồng Vũ |  |

| 25 tháng 5 năm 2019 | Thành phố Hồ Chí Minh | 2-1                     | Sông Lam Nghệ An                        | Quận 10, Thành phố Hồ Chí Minh                                                           |  |
| 19:00               | - Ewonde Epassi Louis Christian 19' - Nguyễn Công Thành 21' - Silva Dos Anios Joel Vinicius 26' (ph.đ.) - Vũ Quang Nam 51' | Chi tiết FULL HIGHLIGHT | - Phạm Xuân Mạnh 15' - Hồ Khắc Ngọc 54' | Sân vận động: Sân vận động Thống Nhất Lượng khán giả: 11,000 Trọng tài: Nguyễn Ngọc Châu |  |

### Vòng 12
| 30 tháng 5 năm 2019 | Thanh Hóa                                                                               | 3-2                     | Nam Định                                                                            | Thành phố Thanh Hóa, Thanh Hóa                                                      |  |
| 17:00               | - Nguyễn Trọng Hùng 36' - Phạm Văn Quý 68' - Nguyễn Đình Mạnh 69' - Đinh Tiến Thành 87' | Chi tiết FULL HIGHLIGHT | - Pereira Diogo Junior 20' (ph.đ.), 82' - Nguyễn Hải Huy 42' - Lastro Neven 42' 65' | Sân vận động: Sân vận động Thanh Hóa Lượng khán giả: 9,000 Trọng tài: Ngô Quốc Hưng |  |

| 30 tháng 5 năm 2019 | SHB Đà Nẵng                       | 2-0                     | Thành phố Hồ Chí Minh | Cẩm Lệ, Đà Nẵng                                                                       |  |
| 17:00               | - Đỗ Merlo 56' - Hà Đức Chinh 85' | Chi tiết FULL HIGHLIGHT |                       | Sân vận động: Sân vận động Hòa Xuân Lượng khán giả: 8,000 Trọng tài: Nguyễn Đình Thái |  |

| 31 tháng 5 năm 2019 | Becamex Bình Dương                                         | 1-0                     | Khánh Hòa                                                       | Thủ Dầu Một, Bình Dương                                                        |  |
| 17:00               | - Đoàn Tuấn Cảnh 53' - Hồ Tấn Tài 70' 71' - Lê Tấn Tài 80' | Chi tiết FULL HIGHLIGHT | - Phạm Trùm Tỉnh 83' - Trần Trọng Bình 88' - Huỳnh Nhật Tân 90' | Sân vận động: Sân vận động Gò Đậu Lượng khán giả: 2,000 Trọng tài: Đỗ Thành Đệ |  |

| 30 tháng 5 năm 2019 | Viettel | 3-3                     | Than Quảng Ninh                                                                                   | Đống Đa, Hà Nội                                                                   |  |
| 19:00               | - Nguyễn Đức Chiến 5' - Joao De Souza 26', 59' - Trương Văn Thiết 52' - Nguyễn Trọng Đại 56' - Trương Tiến Anh 90' | Chi tiết FULL HIGHLIGHT | - Kouassi Yao Hermann 28' - Mạc Hồng Quân 32' 53', 90+1' - Dương Văn Khoa 41' - Đào Nhật Minh 87' | Sân vận động: Sân vận động Hàng Đẫy Lượng khán giả: 4,000 Trọng tài: Vũ Phúc Hoan |  |

| 31 tháng 5 năm 2019 | Hải Phòng                                                                                  | 0-3                     | Quảng Nam                                                                                     | Quận Ngô Quyền, Hải Phòng                                                            |  |
| 17:00               | - Andre Diego Fagan 26' - Nguyễn Phú Nguyên 75' - Mpande Joseph Mbolimbo 76' - Lâm Quí 88' | Chi tiết FULL HIGHLIGHT | - Thiago Santos 32' - Nguyễn Anh Hùng 55' - Hà Minh Tuấn 66', 80' - Nguyễn Hoàng Quốc Chí 87' | Sân vận động: Sân vận động Lạch Tray Lượng khán giả: 4,000 Trọng tài: Trương Hồng Vũ |  |

| 31 tháng 5 năm 2019 | Hoàng Anh Gia Lai                       | 0-0                     | Hà Nội            | Pleiku, Gia Lai                                                                 |  |
| 17:00               | - Kim Bongjin 47' - Triệu Việt Hưng 70' | Chi tiết FULL HIGHLIGHT | - Đỗ Duy Mạnh 64' | Sân vận động: Sân vận động Pleiku Lượng khán giả: 12,000 Trọng tài: Ngô Duy Lân |  |

| 31 tháng 5 năm 2019 | Sài Gòn                                                                         | 2-2                     | Sông Lam Nghệ An                       | Quận 10, Thành phố Hồ Chí Minh                                                         |  |
| 19:00               | - Thiago Moura 23' - Pedro Paulo 67' - Lê Quốc Phương 69' - Ngô Xuân Toàn 90+3' | Chi tiết FULL HIGHLIGHT | - Võ Ngọc Toàn 45+1' - Hồ Tuấn Tài 71' | Sân vận động: Sân vận động Thống Nhất Lượng khán giả: 6,000 Trọng tài: Nguyễn Văn Chôm |  |

### Vòng 13
| 13 tháng 6 năm 2019 | Quảng Nam                                | 1-2                     | Becamex Bình Dương                                                                                        | Tam Kỳ, Quảng Nam                                                                    |  |
| 17:00               | - Nguyễn Anh Hùng 40' - Hà Minh Tuấn 85' | Chi tiết FULL HIGHLIGHT | - Nguyễn Anh Đức 7' - Luiz Queiroz Dias Wander 40' 60' - Victor Nabay Mansary 63' - Nguyễn Thanh Thảo 84' | Sân vận động: Sân vận động Tam Kỳ Lượng khán giả: 4,000 Trọng tài: Nguyễn Hiền Triết |  |

| 13 tháng 6 năm 2019 | Hà Nội                                                                   | 2-0                     | Sài Gòn | Đống Đa, Hà Nội                                                                       |  |
| 19:00               | - Oseni Ganiyu Bolaji 17' 90+3' - Đỗ Hùng Dũng 59' - Nguyễn Văn Dũng 80' | Chi tiết FULL HIGHLIGHT |         | Sân vận động: Sân vận động Hàng Đẫy Lượng khán giả: 8,000 Trọng tài: Nguyễn Viết Duẩn |  |

| 15 tháng 6 năm 2019 | Nam Định                                        | 2-1                     | SHB Đà Nẵng | Thành phố Nam Định, Nam Định                                                            |  |
| 17:00               | - Đinh Văn Trường 40' 49' - Patiyo Tambwe 90+1' | Chi tiết FULL HIGHLIGHT |             | Sân vận động: Sân vận động Thiên Trường Lượng khán giả: 13,000 Trọng tài: Hoàng Ngọc Hà |  |

| 15 tháng 6 năm 2019 | Thành phố Hồ Chí Minh                                       | 0-0                     | Thanh Hóa                                                           | Quận 10, Thành phố Hồ Chí Minh                                                     |  |
| 19:00               | - Nguyễn Thanh Diệp 66' - Ewonde Epassi Louis Christian 88' | Chi tiết FULL HIGHLIGHT | - Đinh Tiến Thành 30' - Lê Văn Đại 35' - Rimario Allando Gordon 84' | Sân vận động: Sân vận động Thống Nhất Lượng khán giả: 7,000 Trọng tài: Ngô Duy Lân |  |

| 16 tháng 6 năm 2019 | Sông Lam Nghệ An                                                                                  | 3-0                     | Hoàng Anh Gia Lai | Thành phố Vinh, Nghệ An                                                          |  |
| 17:00               | - Hoàng Văn Khánh 33' - Hồ Tuấn Tài 51' - Nguyễn Quang Tình 78' - Olaha Michael Onyedikachi 90+4' | Chi tiết FULL HIGHLIGHT |                   | Sân vận động: Sân vận động Vinh Lượng khán giả: 14,000 Trọng tài: Hoàng Anh Tuấn |  |

| 16 tháng 6 năm 2019 | Khánh Hòa          | 0-1                     | Viettel                                              | Nha Trang, Khánh Hòa                                                                    |  |
| 17:00               | - Lâm Ti Phông 63' | Chi tiết FULL HIGHLIGHT | - Bruno Cunha Cantanhede 28' - Nguyễn Việt Phong 63' | Sân vận động: Sân vận động 19 tháng 8 Lượng khán giả: 8,000 Trọng tài: Nguyễn Ngọc Châu |  |

| 16 tháng 6 năm 2019 | Than Quảng Ninh                                                                | 4-2                     | Hải Phòng                                        | Cẩm Phả, Quảng Ninh                                                                  |  |
| 19:00               | - Nguyễn Hải Huy 8' 50' - Dyachenko Rodion 21' 57', 82', 86' - Lê Thế Mạnh 29' | Chi tiết FULL HIGHLIGHT | - Phạm Hoài Dương 90' - Nguyễn Viết Nguyên 90+2' | Sân vận động: Sân vận động Cửa Ông Lượng khán giả: 5,000 Trọng tài: Nguyễn Đình Thái |  |

### Vòng 14
| 7 tháng 7 năm 2019 | Sông Lam Nghệ An    | 0-0                     | SHB Đà Nẵng         | Thành phố Vinh, Nghệ An                                                        |  |
| 17:00              | - Phạm Thế Nhật 65' | Chi tiết FULL HIGHLIGHT | - Âu Văn Hoàn 90+3' | Sân vận động: Sân vận động Vinh Lượng khán giả: 4,000 Trọng tài: Hoàng Ngọc Hà |  |

| 7 tháng 7 năm 2019 | Khánh Hòa                                    | 1-3                     | Thanh Hóa                                                                      | Nha Trang, Khánh Hòa                                                               |  |
| 17:00              | - Trần Đình Khương 27' - Nguyễn Hữu Khôi 51' | Chi tiết FULL HIGHLIGHT | - Phạm Văn Nam 58' - Lê Văn Thắng 61' - Kurtaj Gramoz 85' - Nguyễn Hữu Lâm 89' | Sân vận động: Sân vận động 19 tháng 8 Lượng khán giả: 6,000 Trọng tài: Ngô Duy Lân |  |

| 7 tháng 7 năm 2019 | Hoàng Anh Gia Lai                                            | 1-2                     | Quảng Nam                                                                                                  | Pleiku, Gia Lai                                                                  |  |
| 17:00              | - Kim Bongjin 11' - Nguyễn Tuấn Anh 85' - Vũ Văn Thanh 90+1' | Chi tiết FULL HIGHLIGHT | - Đặng Hữu Phước 21' - Nguyễn Hồng Sơn 27' - Hà Minh Tuấn 28' 69' - Nguyễn Như Tuấn 30' - Đinh Viết Tú 46' | Sân vận động: Sân vận động Pleiku Lượng khán giả: 9,000 Trọng tài: Ngô Quốc Hưng |  |

| 7 tháng 7 năm 2019 | Viettel                      | 1-0                     | Thành phố Hồ Chí Minh | Đống Đa, Hà Nội                                                                     |  |
| 19:00              | - Bruno Cunha Cantanhede 67' | Chi tiết FULL HIGHLIGHT |                       | Sân vận động: Sân vận động Hàng Đẫy Lượng khán giả: 8,000 Trọng tài: Trương Hồng Vũ |  |

| 8 tháng 7 năm 2019 | Becamex Bình Dương                       | 1-1                     | Nam Định                                                              | Thủ Dầu Một, Bình Dương                                                        |  |
| 17:00              | - Nguyễn Thanh Long 14' - Lê Tấn Tài 66' | Chi tiết FULL HIGHLIGHT | - Gustavo A. Dos Santos 15' - Nguyễn Hạ Long 30' - Đinh Xuân Việt 66' | Sân vận động: Sân vận động Gò Đậu Lượng khán giả: 4,000 Trọng tài: Đỗ Thành Đệ |  |

| 8 tháng 7 năm 2019 | Hải Phòng                                       | 1-2                     | Hà Nội | Quận Ngô Quyền, Hải Phòng                                                              |  |
| 17:00              | - Jermie Dwayne Lynch 39' - Phạm Hoài Dương 47' | Chi tiết FULL HIGHLIGHT | - Nguyễn Văn Quyết 13' - Pape Omar Faye 49' - Đoàn Văn Hậu 70' - Đỗ Duy Mạnh 72' - Phạm Thành Lương 90+3' | Sân vận động: Sân vận động Lạch Tray Lượng khán giả: 8,000 Trọng tài: Nguyễn Đình Thái |  |

| 8 tháng 7 năm 2019 | Sài Gòn                                        | 2-2                     | Than Quảng Ninh                                                                        | Quận 10, Thành phố Hồ Chí Minh                                                         |  |
| 18:00              | - Trần Trung Hiếu 43', 85' - Ngô Xuân Toàn 90' | Chi tiết FULL HIGHLIGHT | - Mạc Hồng Quân 8' 73' - Lastro Neven 16' - Nghiêm Xuân Tú 81' - Huỳnh Tuấn Linh 90+3' | Sân vận động: Sân vận động Thống Nhất Lượng khán giả: 1,500 Trọng tài: Nguyễn Văn Chôm |  |

### Vòng 15
| 12 tháng 7 năm 2019 | Thanh Hóa                                                                    | 2-0                     | Sông Lam Nghệ An                     | Thành phố Thanh Hóa, Thanh Hóa                                          |  |
| 17:00               | - Lê Văn Thắng 18' - Nguyễn Trọng Hùng 19' - Rimario Allando Gordon 75', 86' | Chi tiết FULL HIGHLIGHT | - Võ Ngọc Toàn 49' - Hồ Tuấn Tài 81' | Sân vận động: Thanh Hóa Lượng khán giả: 8,000 Trọng tài: Hoàng Anh Tuấn |  |

| 12 tháng 7 năm 2019 | Nam Định                                                                        | 2-0                     | Viettel                | Thành phố Nam Định, Nam Định                                                  |  |
| 17:00               | - Lê Văn Phú 39' - Lâm Anh Quang 69' - Lê Quốc Hường 84' - Mai Xuân Quyết 90+5' | Chi tiết FULL HIGHLIGHT | - Nguyễn Trọng Đại 82' | Sân vận động: Thiên Trường Lượng khán giả: 16,000 Trọng tài: Nguyễn Ngọc Châu |  |

| 12 tháng 7 năm 2019 | Quảng Nam                                         | 3-1                     | Sài Gòn                        | Tam Kỳ, Quảng Nam                                                       |  |
| 17:00               | - Đinh Thanh Trung 65', 89' - Hoàng Vũ Samson 75' | Chi tiết FULL HIGHLIGHT | - Geovane M.C Silveira 45' 76' | Sân vận động: Tam Kỳ Lượng khán giả: 5,000 Trọng tài: Nguyễn Trung Kiên |  |

| 12 tháng 7 năm 2019 | Thành phố Hồ Chí Minh                                                                       | 2-0                     | Becamex Bình Dương                           | Quận 10, Thành phố Hồ Chí Minh                                         |  |
| 19:00               | - Akinade Ismaheel 3' - Trần Thanh Bình 29' - Nguyễn Công Thành 72' - Hồ Tấn Tài 90' (l.n.) | Chi tiết FULL HIGHLIGHT | - Nguyễn Anh Đức 39' - Nguyễn Hùng Thiện Đức | Sân vận động: Thống Nhất Lượng khán giả: 6,000 Trọng tài: Vũ Nguyên Vũ |  |

| 13 tháng 7 năm 2019 | SHB Đà Nẵng                                                | 1-1                     | Hải Phòng                                                                                  | Cẩm Lệ, Đà Nẵng                                                     |  |
| 17:00               | - Nguyễn Thanh Bình 70' - Đặng Anh Tuấn 74' - Đỗ Merlo 81' | Chi tiết FULL HIGHLIGHT | - Andre Diego Fagan 45' - Doãn Ngọc Tân 55' - Nguyễn Vũ Hoàng Dương 70' - Lê Mạnh Dũng 81' | Sân vận động: Hòa Xuân Lượng khán giả: 6,000 Trọng tài: Ngô Duy Lân |  |

| 13 tháng 7 năm 2019 | Than Quảng Ninh                                                                                   | 3-0                     | Hoàng Anh Gia Lai | Cẩm Phả, Quảng Ninh                                                     |  |
| 18:00               | - Nguyễn Hải Huy 12' - Mạc Hồng Quân 12' - Dyachenko Rodion Sergey 18', 75' - Dương Thanh Hào 82' | Chi tiết FULL HIGHLIGHT |                   | Sân vận động: Cửa Ông Lượng khán giả: 7,000 Trọng tài: Nguyễn Đình Thái |  |

| 13 tháng 7 năm 2019 | Hà Nội                                          | 2-2                     | Khánh Hòa                                     | Đống Đa, Hà Nội                                |  |
| 19:00               | - Zarour Chaher 56' (l.n.) - Pape Omar Faye 87' | Chi tiết FULL HIGHLIGHT | - Nguyễn Hữu Khôi 82' - Nguyễn Tấn Điền 90+5' | Sân vận động: Hàng Đẫy Trọng tài: Vũ Phúc Hoan |  |

### Vòng 16
| 16 tháng 7 năm 2019 | Sông Lam Nghệ An                                                                                          | 2-2                     | Sài Gòn                                                                    | Thành phố Vinh, Nghệ An                                               |  |
| 17:00               | - Silva Dos Anios Joel Vinicius 36' (ph.đ.) - Trần Đình Hoàng 38' - Hồ Tuấn Tài 58' - Hoàng Văn Khánh 90' | Chi tiết FULL HIGHLIGHT | - Pedro Paulo 32', 90+1' (ph.đ.) - Nguyễn Bá Dương 80' - Ngô Xuân Toàn 83' | Sân vận động: Vinh Lượng khán giả: 5,000 Trọng tài: Nguyễn Phương Nam |  |

| 17 tháng 7 năm 2019 | Khánh Hòa                                                        | 1-0                     | Becamex Bình Dương   | Nha Trang, Khánh Hòa                                                       |  |
| 17:00               | - Nguyễn Trung Hiếu 19' - Zarour Chaher 33' - Toure Youssouf 64' | Chi tiết FULL HIGHLIGHT | - Nguyễn Anh Đức 59' | Sân vận động: 19 tháng 8 Lượng khán giả: 7,000 Trọng tài: Nguyễn Đình Thái |  |

| 17 tháng 7 năm 2019 | Thành phố Hồ Chí Minh                                                                                               | 1-0                     | SHB Đà Nẵng                     | Bà Rịa, Bà Rịa – Vũng Tàu                                              |  |
| 17:00               | - Phạm Công Hiển 14' - Huỳnh Kesley Alves 45+1' - Mansary Victor Nabay 57' - Ngô Hoàng Thịnh 60' - Đỗ Văn Thuận 82' | Chi tiết FULL HIGHLIGHT | - Djicka Gassissou Aime 8', 21' | Sân vận động: Bà Rịa Lượng khán giả: 8,000 Trọng tài: Nguyễn Ngọc Châu |  |

| 17 tháng 7 năm 2019 | Nam Định                                                                                                  | 4-2                     | Thanh Hóa                                       | Thành phố Nam Định, Nam Định                                               |  |
| 17:00               | - Pereira Diogo Junior 4', 38' - Trần Mạnh Hùng 13' - Gustavo A. Dos Santos 19' - Đinh Văn Trường 60' 81' | Chi tiết FULL HIGHLIGHT | - Rimario Allando Gordon 25' - Phạm Văn Hội 87' | Sân vận động: Thiên Trường Lượng khán giả: 15,000 Trọng tài: Hoàng Ngọc Hà |  |

| 17 tháng 7 năm 2019 | Quảng Nam                                   | 1-2                     | Hải Phòng                                                                                             | Tam Kỳ, Quảng Nam                                                      |  |
| 17:00               | - Nguyễn Hồng Sơn 52' - Hoàng Vũ Samson 82' | Chi tiết FULL HIGHLIGHT | - Hoàng Vissai 41' - Lê Mạnh Dũng 52' - Nguyễn Văn Đức 59' - Andre Diego Fagan 68' - Lê Xuân Hùng 80' | Sân vận động: Tam Kỳ Lượng khán giả: 6,000 Trọng tài: Nguyễn Viết Duẩn |  |

| 17 tháng 7 năm 2019 | Than Quảng Ninh                                                                           | 1-0                     | Viettel | Cẩm Phả, Quảng Ninh                                                 |  |
| 18:00               | - Nghiêm Xuân Tú 60' 67' - Hoàng Vũ Samson 82' - Nguyễn Xuân Hùng 80' - Lê Thế Mạnh 90+2' | Chi tiết FULL HIGHLIGHT |         | Sân vận động: Cửa Ông Lượng khán giả: 5,000 Trọng tài: Vũ Nguyên Vũ |  |

| 17 tháng 7 năm 2019 | Hà Nội                                                                                | 1-1                     | Hoàng Anh Gia Lai                                                         | Đống Đa, Hà Nội                                                                      |  |
| 19:00               | - Pape Omar Faye 3' - Nguyễn Văn Dũng 41' - Pape Omar Faye 53' - Phạm Thành Lương 72' | Chi tiết FULL HIGHLIGHT | - Kim Bongjin 53' - Dos Santos Martins Felipe 55' - nguyễn Văn Toàn 90+4' | Sân vận động: Sân vận động Hàng Đẫy Lượng khán giả: 12,000 Trọng tài: Trương Hồng Vũ |  |

### Vòng 17
| 21 tháng 7 năm 2019 | Hoàng Anh Gia Lai                                                                          | 3-2                     | Sông Lam Nghệ An                                                            | Pleiku, Gia Lai                                                      |  |
| 17:00               | - Nguyễn Văn Toàn 22' - Nguyễn Tuấn Anh 43' - Trần Minh Vương 71' 89' - Vũ Văn Thanh 90+2' | Chi tiết FULL HIGHLIGHT | - Võ Ngọc Toàn 26' - Hồ Khắc Ngọc 41' - Memovic Damir 57' - Hồ Tuấn Tài 73' | Sân vận động: Pleiku Lượng khán giả: 8,000 Trọng tài: Hoàng Anh Tuấn |  |

| 21 tháng 7 năm 2019 | Becamex Bình Dương                                                                                   | 1-1                     | Quảng Nam                             | Thủ Dầu Một, Bình Dương                                              |  |
| 17:00               | - Queiroz Dias Wander Luiz 20' - Nguyễn Hùng Thiện Đức 42' - Trần Đức Cường 90+2' - Hồ Sỹ Giáp 90+3' | Chi tiết FULL HIGHLIGHT | - Ngô Quang Huy 4' - Đinh Viết Tú 89' | Sân vận động: Gò Đậu Lượng khán giả: 5,000 Trọng tài: Trương Hồng Vũ |  |

| 21 tháng 7 năm 2019 | Hải Phòng | 3-2                     | Than Quảng Ninh                                                              | Quận Ngô Quyền, Hải Phòng                                              |  |
| 17:00               | - Doãn Ngọc Tân 37' - Jermie Dwayne Lynch 69' 70' - Hoàng Vissai 84' - Nguyễn Văn Toản 90+2' - Lâm Quí 90+4' | Chi tiết FULL HIGHLIGHT | - Mạc Hồng Quân 45+2' - Giang Trần Quách Tân 49' 56' - Dương Thanh Hào 90+4' | Sân vận động: Lạch Tray Lượng khán giả: 7,000 Trọng tài: Hoàng Ngọc Hà |  |

| 21 tháng 7 năm 2019 | SHB Đà Nẵng                                | 2-0                     | Nam Định                                                     | Cẩm Lệ, Đà Nẵng                                                           |  |
| 17:00               | - Nirennold Michel 51' - Đặng Anh Tuấn 69' | Chi tiết FULL HIGHLIGHT | - Lâm Anh Quang 4' - Trần Mạnh Cường 34' - Lê Quốc Hường 85' | Sân vận động: Hòa Xuân Lượng khán giả: 5,000 Trọng tài: Nguyễn Trung Kiên |  |

| 21 tháng 7 năm 2019 | Thanh Hóa                                                      | 3-3                     | Thành phố Hồ Chí Minh                                             | Thành phố Thanh Hóa, Thanh Hóa                                       |  |
| 18:00               | - Phạm Văn Hội 75' - Lê Văn Thắng 76' - Nguyễn Minh Tùng 90+2' | Chi tiết FULL HIGHLIGHT | - Vũ Anh Tuấn 2' - Huỳnh Văn Thanh 18' - Mansary Victor Nabay 63' | Sân vận động: Thanh Hóa Lượng khán giả: 8,000 Trọng tài: Ngô Duy Lân |  |

| 21 tháng 7 năm 2019 | Viettel                                             | 2-0                     | Khánh Hòa                                  | Đống Đa, Hà Nội                                                     |  |
| 19:00               | - Nguyễn Trọng Đại 63' - Bruno Cunha Cantanhede 83' | Chi tiết FULL HIGHLIGHT | - Zarour Chaher 65' - Trần Đình Khương 86' | Sân vận động: Hàng Đẫy Lượng khán giả: 5,000 Trọng tài: Đỗ Thành Đệ |  |

| 21 tháng 7 năm 2019 | Sài Gòn                                                                 | 1-4                     | Hà Nội                                                                    | Quận 10, Thành phố Hồ Chí Minh                                        |  |
| 19:00               | - Pedro Paulo 37' - Geovane M.C. Silveira 45' - Gustavo S.A. Santos 61' | Chi tiết FULL HIGHLIGHT | - Pape Omar Faye 20', 69' - Nguyễn Văn Quyết 31' - Nguyễn Quang Hải 90+1' | Sân vận động: Thống Nhất Lượng khán giả: 7,000 Trọng tài: Lê Đức Cảnh |  |

### Vòng 18
| 26 tháng 7 năm 2019 | Becamex Bình Dương                                                                                      | 2-0                     | Hải Phòng               | Thủ Dầu Một, Bình Dương                                                 |  |
| 17:00               | - Nguyễn Hùng Thiện Đức 40' - Lê Tấn Tài 47' - Queiroz Dias Wander Luiz 69' - Nguyễn Tiến Linh 71', 77' | Chi tiết FULL HIGHLIGHT | - Phạm Hoài Dương 45+1' | Sân vận động: Gò Đậu Lượng khán giả: 1,500 Trọng tài: Nguyễn Minh Thuận |  |

| 26 tháng 7 năm 2019 | Thành phố Hồ Chí Minh | 2-2                     | Hà Nội | Quận 10, Thành phố Hồ Chí Minh                                         |  |
| 19:00               | - Huỳnh Kesley Alves 31' (ph.đ.) - Mansary Victor Nabay 48' - Đỗ Văn Thuận 51' - Ewonde Epassi Louis Christian 69' - Nguyễn Công Thành 90+7' | Chi tiết FULL HIGHLIGHT | - Đỗ Duy Mạnh 45' - Nguyễn Quang Hải 63' - Pape Omar Faye 68' - Đinh Tiến Thành 82' - Nguyễn Thành Chung 90+2' | Sân vận động: Thống Nhất Lượng khán giả: 15,000 Trọng tài: Ngô Duy Lân |  |

| 28 tháng 7 năm 2019 | Nam Định                                                                               | 2-0                     | Sông Lam Nghệ An                         | Thành phố Nam Định, Nam Định                                                  |  |
| 17:00               | - Đinh Văn Trường 43' - Lê Sỹ Minh 62' - Mai Xuân Quyết 68' - Emmanuel Tony Agbaji 84' | Chi tiết FULL HIGHLIGHT | - Hoàng Văn Bình 1' - Hồ Khắc Ngọc 90+5' | Sân vận động: Thiên Trường Lượng khán giả: 16,000 Trọng tài: Nguyễn Viết Duẩn |  |

| 28 tháng 7 năm 2019 | SHB Đà Nẵng                                                                                         | 4-1                     | Sài Gòn                                                    | Cẩm Lệ, Đà Nẵng                                                      |  |
| 17:00               | - Đỗ Merlo 11' (90+2) - Võ Nhật Tân 42' - Djicka Gassissou Aime 47' - Fzironi D.C.Dias Bernardo 84' | Chi tiết FULL HIGHLIGHT | - Nguyễn Quốc Long 21' - Pedro Paulo 64' - Bùi Trần Vũ 85' | Sân vận động: Hòa Xuân Lượng khán giả: 7,000 Trọng tài: Vũ Phúc Hoan |  |

| 28 tháng 7 năm 2019 | Thanh Hóa                                                                                          | 2-3                     | Hoàng Anh Gia Lai                                                                                       | Thanh Hóa, Thanh Hóa                                                    |  |
| 18:00               | - Rimario Allando Gordon 48' - Nguyễn Thế Dương 64' - Lê Văn Thắng 69' - Kurtaj Gramoz 88' (ph.đ.) | Chi tiết FULL HIGHLIGHT | - Lương Xuân Trường 27', 75' - Vũ Văn Thanh 65' - Dos Santos Martins Felipe 88' - Trần Minh Vương 90+2' | Sân vận động: Thanh Hóa Lượng khán giả: 11,000 Trọng tài: Hoàng Ngọc Hà |  |

| 28 tháng 7 năm 2019 | Viettel                      | 1-1                     | Quảng Nam                   | Đống Đa, Hà Nội                                                      |  |
| 19:00               | - Bruno Cunha Cantanhede 24' | Chi tiết FULL HIGHLIGHT | - Rodrigo Da Silva Dias 79' | Sân vận động: Hàng Đẫy Lượng khán giả: 5,000 Trọng tài: Vũ Nguyên Vũ |  |

| 28 tháng 7 năm 2019 | Khánh Hòa                                                        | 1-1                     | Than Quảng Ninh                                                                                  | Nha Trang, Khánh Hòa                                                     |  |
| 19:00               | - Nguyễn Tấn Điền 20' - Trần Trọng Bình 61' - Lê Cao Hoài An 82' | Chi tiết FULL HIGHLIGHT | - Kouassi Yao Hermann 11' (ph.đ.) - Huỳnh Tuấn Linh 18' - Nguyễn Hải Huy 56' - Đào Nhật Minh 66' | Sân vận động: 19 tháng 8 Lượng khán giả: 7,000 Trọng tài: Hoàng Anh Tuấn |  |

### Vòng 19
| 2 tháng 8 năm 2019 | Sông Lam Nghệ An                                                                       | 3-1                                                     | Viettel | Thành phố Vinh, Nghệ An                                         |  |
| 17:00              | - Nguyễn Quang Tình 30' - Hồ Tuấn Tài 45+2' 76' - Hồ Khắc Ngọc 84' - Memovic Damir 86' | Chi tiết FULL HIGHLIGHT BĐTV, BĐTV HD, FPT TV, FPT Play | - Gustavo Almeida Dos Santos 46' - Janclesio Almeida Santos 38' - Bùi Tiến Dũng 41' - Bruno 55' 90+1' (ph.đ.) | Sân vận động: Vinh Lượng khán giả: 4,000 Trọng tài: Ngô Duy Lân |  |

| 3 tháng 8 năm 2019 | Hải Phòng                                    | 1-2                                    | Sài Gòn | Quận Ngô Quyền, Hải Phòng                                              |  |
| 17:00              | - Lê Mạnh Dũng 37' - Jermie Dwayne Lynch 43' | Chi tiết FULL HIGHLIGHT BĐTV, FPT Play | - Nguyễn Quốc Long 40' - Pedro Paulo 48' - Gustavo Sant'Ana Santos 68' - Lê Quốc Phương 90+2' - Geovane Magno Cândido Silveira 90+3' | Sân vận động: Lạch Tray Lượng khán giả: 5,000 Trọng tài: Hoàng Ngọc Hà |  |

| 3 tháng 8 năm 2019 | Quảng Nam | 3-0                             | Thanh Hóa                                         | Tam Kỳ, Quảng Nam                                                      |  |
| 17:00              | - Huỳnh Tấn Sinh 33' - Hoàng Vũ Samson 74' - Đinh Thanh Trung 84' - Nguyễn Huy Hùng 90+3' - Gabriel Dos Santos 90+2' | Chi tiết FULL HIGHLIGHT BĐTV HD | - Rimario Allando Gordon 30' - Lê Văn Thắng 90+2' | Sân vận động: Tam Kỳ Lượng khán giả: 7,000 Trọng tài: Nguyễn Viết Duẩn |  |

| 3 tháng 8 năm 2019 | Hà Nội                                       | 2-1                                                             | Becamex Bình Dương                                        | Đống Đa, Hà Nội                                                     |  |
| 19:00              | - Nguyễn Quang Hải 9' - Nguyễn Văn Quyết 32' | Chi tiết FULL HIGHLIGHT VTV5, FPT Play, BĐTV, BĐTV HD, K+, BTV2 | - Pedro Augusto 36' - Nguyễn Anh Đức 72' - Lê Tấn Tài 86' | Sân vận động: Hàng Đẫy Lượng khán giả: 2,000 Trọng tài: Đỗ Thành Đệ |  |

| 4 tháng 8 năm 2019 | Nam Định                                                             | 2-2                                                     | Hoàng Anh Gia Lai                                                             | Thành phố Nam Định, Nam Định                                                  |  |
| 17:00              | - Lâm Anh Quang 4' - Nguyễn Đình Mạnh 73' - Nguyễn Hạ Long 83' 90+4' | Chi tiết FULL HIGHLIGHT BĐTV, BĐTV HD, FPT TV, FPT Play | - Trần Minh Vương 60' - Dos Santos Martins Felipe 69' - Lương Xuân Trường 87' | Sân vận động: Thiên Trường Lượng khán giả: 25,000 Trọng tài: Nguyễn Đình Thái |  |

| 4 tháng 8 năm 2019 | Than Quảng Ninh                                                      | 1-1                                          | SHB Đà Nẵng                         | Cẩm Phả, Quảng Ninh                                                      |  |
| 18:00              | - Lê Thế Mạnh 23' - Nghiêm Xuân Tú 45' - Dyachenko Rodion Sergey 48' | Chi tiết FULL HIGHLIGHT VTV5, FPT Play, TTTV | - Hoàng Minh Tâm 44' - Đỗ Merlo 50' | Sân vận động: Của Ông Lượng khán giả: 3,000 Trọng tài: Nguyễn Trung Kiên |  |

| 4 tháng 8 năm 2019 | Thành phố Hồ Chí Minh                         | 1-2                                                                 | Khánh Hòa                                            | Quận 10, Thành phố Hồ Chí Minh                                                                   |  |
| 19:00              | - Nguyễn Công Thành 29' - Ismahil Akinade 38' | Chi tiết FULL HIGHLIGHT BĐTV, BĐTV HD, FPT TV, FPT Play, K+, HTV TT | - Lê Duy Thanh 41' - Nguyễn Trung Đại Dương 4' 90+4' | Sân vận động: Thống Nhất Lượng khán giả: 5,000 Trọng tài: Nguyễn Ngọc Châu, Nguyễn Lâm Minh Đăng |  |

### Vòng 20
| 9 tháng 8 năm 2019 | Hoàng Anh Gia Lai                                    | 2-3                                                       | Viettel | Pleiku, Gia Lai                                                   |  |
| 17:00              | - Dos Santos Martins Felipe 2' - Triệu Việt Hưng 90' | Chi tiết FULL HIGHLIGHT VTV5, BĐTV, BĐTV HD, K+, FPT Play | - Bruno Cunha Cantanhede 29' - Nguyễn Việt Phong 32' - Nguyễn Trọng Đại 59' 90+6' - Nguyễn Trọng Hoàng 60' 82' | Sân vận động: Pleiku Lượng khán giả: 9,000 Trọng tài: Đỗ Thành Đệ |  |

| 10 tháng 8 năm 2019 | Quảng Nam                                                               | 2-0                                                         | Thành phố Hồ Chí Minh               | Tam Kỳ, Quảng Nam                                                      |  |
| 17:00               | - Samson 45+2' (ph.đ.), 90+4' 90+4' - Hà Minh Tuấn 75' - Lê Đức Lộc 77' | Chi tiết FULL HIGHLIGHT BĐTV, BĐTV HD, FPT TV, FPT Play, K+ | - Ewonde Epassi Louis Christian 35' | Sân vận động: Tam Kỳ Lượng khán giả: 8,000 Trọng tài: Nguyễn Đình Thái |  |

| 10 tháng 8 năm 2019 | Khánh Hòa                                                                      | 1-0                                       | SHB Đà Nẵng        | Nha Trang, Khánh Hòa                                                      |  |
| 19:00               | - Lâm Ti Phông 30' 73' - Nguyễn Trung Đại Dương 45+2' - Nguyễn Tuấn Mạnh 90+5' | Chi tiết FULL HIGHLIGHT BĐTV HD, FPT Play | - Hà Đức Chinh 55' | Sân vận động: 19 tháng 8 Lượng khán giả: 6,000 Trọng tài: Trần Đình Thịnh |  |

| 10 tháng 8 năm 2019 | Than Quảng Ninh                                                 | 0-0                                            | Nam Định                                     | Cẩm Phả, Quảng Ninh                                                  |  |
| 19:00               | - Nguyễn Văn Việt 59' - Nguyễn Hải Huy 69' - Dương Văn Khoa 88' | Chi tiết FULL HIGHLIGHT BĐTV, FPT TV, FPT Play | - Đinh Văn Trường 24' - Nguyễn Đình Mạnh 53' | Sân vận động: Cửa Ông Lượng khán giả: 7,000 Trọng tài: Hoàng Ngọc Hà |  |

| 11 tháng 8 năm 2019 | Sông Lam Nghệ An | 0-0                                                         | Hải Phòng     | Thành phố Vinh, Nghệ An                                            |  |
| 17:00               |                  | Chi tiết FULL HIGHLIGHT VTV6, VTV5, BĐTV, BĐTV HD, FPT Play | - Lâm Quí 72' | Sân vận động: Vinh Lượng khán giả: 5,000 Trọng tài: Hoàng Anh Tuấn |  |

| 11 tháng 8 năm 2019 | Sài Gòn | 0-1                                                           | Becamex Bình Dương                        | Quận 10, Thành phố Hồ Chí Minh                                            |  |
| 17:00               |         | Chi tiết FULL HIGHLIGHT TTTV, TTTV HD, BTV2, HTV TT, FPT Play | - Nguyễn Trọng Huy 34' 68' - Rabo Ali 88' | Sân vận động: Thống Nhất Lượng khán giả: 3,000 Trọng tài: Nguyễn Văn Chôm |  |

| 11 tháng 8 năm 2019 | Hà Nội                                                                                          | 5-0                                                     | Thanh Hóa | Đống Đa, Hà Nội                                                          |  |
| 19:00               | - Phạm Đức Huy 27' - Pape Omar Faye 35', 54' - Nguyễn Văn Quyết 80', 90+2' - Papa Ibou Kebe 89' | Chi tiết FULL HIGHLIGHT BĐTV, BĐTV HD, FPT TV, FPT Play |           | Sân vận động: Hàng Đẫy Lượng khán giả: 8,000 Trọng tài: Nguyễn Ngọc Châu |  |

### Vòng 21
| 16 tháng 8 năm 2019 | Becamex Bình Dương                           | 3-0                                                          | Hoàng Anh Gia Lai     | Thủ Dầu Một, Bình Dương                                              |  |
| 17:00               | - Nguyễn Tiến Linh 55', 85' - Hồ Sỹ Giáp 68' | Chi tiết FULL HIGHLIGHT TTTV, TTTVHD, FPT TV, FPT Play, BTV2 | - Nguyễn Tuấn Anh 38' | Sân vận động: Gò Đậu Lượng khán giả: 8,000 Trọng tài: Hoàng Anh Tuấn |  |

| 16 tháng 8 năm 2019 | SHB Đà Nẵng                        | 1-2                                                | Hà Nội | Cẩm Lệ, Đà Nẵng                                                        |  |
| 17:00               | - Đặng Anh Tuấn 32' - Đỗ Merlo 46' | Chi tiết FULL HIGHLIGHT BĐTV, FPT TV, FPT Play, K+ | - Nguyễn Quang Hải 27' - Trần Văn Kiên 31' - Nguyễn Thành Chung 38' - Nguyễn Văn Quyết 66' - Đỗ Duy Mạnh 78' | Sân vận động: Hòa Xuân Lượng khán giả: 14,000 Trọng tài: Ngô Quốc Hưng |  |

| 17 tháng 8 năm 2019 | Nam Định                                                                               | 2-3                                    | Quảng Nam | Thành phố Nam Định, Nam Định                                                  |  |
| 17:00               | - Lê Sỹ Minh 42' - Pereira Diogo Junior 63' - Lâm Anh Quang 90' - Đinh Xuân Việt 90+3' | Chi tiết FULL HIGHLIGHT BĐTV, FPT Play | - Đặng Hữu Phước 26' - Hoàng Vũ Samson 40' - Huỳnh Tấn Sinh 59' - Nguyễn Hồng Sơn 73' - Rodrigo Da Silva Dias 90+5' - Nguyễn Huy Hùng 90+8' - Phạm Văn Cường 90+9' - Nguyễn Như Tuấn 90+10' | Sân vận động: Thiên Trường Lượng khán giả: 17,000 Trọng tài: Nguyễn Đình Thái |  |

| 17 tháng 8 năm 2019 | Viettel | 0-1                                            | Sài Gòn            | Đống Đa, Hà Nội                                                     |  |
| 18:00               |         | Chi tiết FULL HIGHLIGHT TTTV, FPT TV, FPT Play | - Nguyễn Vũ Tín 9' | Sân vận động: Hàng Đẫy Lượng khán giả: 5,000 Trọng tài: Đỗ Thành Đệ |  |

| 17 tháng 8 năm 2019 | Thành phố Hồ Chí Minh                                                                    | 3-1                                                            | Than Quảng Ninh                                                                                      | Quận 10, Thành phố Hồ Chí Minh                                         |  |
| 19:00               | - Mansary Victor Nabay 6', 36' - Vũ Quang Nam 16' - Ngô Tùng Quốc 41' - Đỗ Văn Thuận 65' | Chi tiết FULL HIGHLIGHT VTV6, VTV5, BĐTV, HTV TT, FPT Play, K+ | - Mạc Hồng Quân 28' - Nguyễn Xuân Hùng 35' 39' - Huỳnh Tuấn Linh 44' - Dyachenko Rodion Sergey 90+3' | Sân vận động: Thống Nhất Lượng khán giả: 3,000 Trọng tài: Vũ Nguyên Vũ |  |

| 18 tháng 8 năm 2019 | Thanh Hóa          | 0-3                                         | Hải Phòng | Thành phố Thanh Hóa, Thanh Hóa                                          |  |
| 18:00               | - Lê Văn Thắng 27' | Chi tiết FULL HIGHLIGHT VTV6, VTV5, TTTT HD | - Nguyễn Thành Đồng 13' - Jermie Dwayne Lynch 39' 90+2' - Phan Đình Vũ Hải 58' - Doãn Ngọc Tân 63' - Lê Mạnh Dũng 74' - Lê Phạm Thành Long 76' | Sân vận động: Thanh Hóa Lượng khán giả: 5,000 Trọng tài: Trương Hồng Vũ |  |

| 18 tháng 8 năm 2019 | Khánh Hòa             | 1-4                                    | Sông Lam Nghệ An                                                                               | Nha Trang, Khánh Hòa                                                    |  |
| 19:00               | - Nguyễn Hữu Khôi 40' | Chi tiết FULL HIGHLIGHT BĐTV, FPT Play | - Hồ Tuấn Tài 20', 84' - Silva Dos Anios Joel Vinicius 50' 51' - Olaha Michael Onyedikachi 75' | Sân vận động: 19 tháng 8 Lượng khán giả: 6,000 Trọng tài: Hoàng Ngọc Hà |  |

### Vòng 22
| 23 tháng 8 năm 2019 | Quảng Nam                                                                           | 4-2                          | Khánh Hòa                                       | Tam Kỳ, Quảng Nam                                                 |  |
| 17:00               | - Hoàng Vũ Samson 14' - Rodrigo Da Silva Dias 16', 53' 54' - Đinh Thanh Trung 90+4' | Chi tiết FULL HIGHLIGHT BĐTV | - Patiyo Tambwe 22', 30' - Nguyễn Đình Nhơn 81' | Sân vận động: Tam Kỳ Lượng khán giả: 5,000 Trọng tài: Ngô Duy Lân |  |

| 24 tháng 8 năm 2019 | Hải Phòng                                              | 2-1                                       | Viettel                                            | Quận Ngô Quyền, Hải Phòng                                                 |  |
| 17:00               | - Jermie Dwayne Lynch 15' - Mpande Joseph Mbolimbo 85' | Chi tiết FULL HIGHLIGHT BĐTV, BĐTV HD, K+ | - Nguyễn Đức Hoàng Minh 7' - Nguyễn Việt Phong 58' | Sân vận động: Lạch Tray Lượng khán giả: 6,000 Trọng tài: Nguyễn Đình Thái |  |

| 24 tháng 8 năm 2019 | Than Quảng Ninh   | 0-1                                               | Becamex Bình Dương                                                                                               | Cẩm Phả, Quảng Ninh                                                      |  |
| 18:00               | - Lê Thế Mạnh 34' | Chi tiết FULL HIGHLIGHT VTV6, VTV5, BĐTV HD, BTV2 | - Nguyễn Trọng Huy 20' - Tô Văn Vũ 31' - Nguyễn Hùng Thiện Đức 54' - Hồ Tấn Tài 80' - Nguyễn Trần Việt Cường 88' | Sân vận động: Cửa Ông Lượng khán giả: 6,000 Trọng tài: Nguyễn Trung Kiên |  |

| 24 tháng 8 năm 2019 | Sài Gòn                                                        | 2-0                                  | Thanh Hóa                                    | Quận 10, Thành phố Hồ Chí Minh                                           |  |
| 19:00               | - Nguyễn Văn Ngọ 2' - Nguyễn Hữu Sơn 31' - Ngô Xuân Toàn 90+1' | Chi tiết FULL HIGHLIGHT BĐTV, HTV TT | - Hoàng Đình Tùng 45+1' - Hoàng Anh Tuấn 88' | Sân vận động: Thống Nhất Lượng khán giả: 2,000 Trọng tài: Hoàng Anh Tuấn |  |

| 25 tháng 8 năm 2019 | Sông Lam Nghệ An                          | 1-2                                 | Thành phố Hồ Chí Minh                                    | Thành phố Vinh, Nghệ An                                            |  |
| 17:00               | - Hồ Tuấn Tài 27' - Nguyễn Quang Tình 39' | Chi tiết FULL HIGHLIGHT BĐTV HD, K+ | - Mansary Victor Nabay 41' (ph.đ.) - Akinade Ismahee 78' | Sân vận động: Vinh Lượng khán giả: 7,000 Trọng tài: Trương Hồng Vũ |  |

| 25 tháng 8 năm 2019 | Hoàng Anh Gia Lai                                                                      | 2-1                                         | SHB Đà Nẵng                         | Pleiku, Gia Lai                                                     |  |
| 17:00               | - Trần Minh Vương 54' - Nguyễn Tuấn Anh 73' - Châu Ngọc Quang 78' - Vũ Văn Thanh 90+4' | Chi tiết FULL HIGHLIGHT VTV6, VTV5, TTTT HD | - Đỗ Merlo 50' - Phạm Mạnh Hùng 81' | Sân vận động: Pleiku Lượng khán giả: 7,000 Trọng tài: Hoàng Ngọc Hà |  |

| 11 tháng 9 năm 2019 | Hà Nội | 6-1                                   | Nam Định                   | Đống Đa, Hà Nội                                                      |  |
| 19:00               | - Pape Omar Faye 7', 68' - Trần Văn Kiên 25' - Nguyễn Văn Quyết 26', 36' - Nguyễn Quang Hải 44' - Đinh Tiến Thành 49' - Papa Ibou Kebe 54' - Phạm Thành LươnG 69' 83' | Chi tiết FULL HIGHLIGHT BDTV, BDTV HD | - Pereira Diogo Junior 22' | Sân vận động: Hàng Đẫy Lượng khán giả: 10,000 Trọng tài: Ngô Duy Lân |  |

### Vòng 23
| 14 tháng 9 năm 2019 | Hải Phòng                                       | 1-1                             | Khánh Hòa | Quận Ngô Quyền, Hải Phòng                                                 |  |
| 17:00               | - Mpande Joseph Mbolimbo 37' - Lê Mạnh Dũng 84' | Chi tiết FULL HIGHLIGHT TTTV HD | - Đào Văn Phong 20' - Phạm Trùm Tỉnh 27' - Đào Văn Phong 37' - Nguyễn Minh Huy 55' - Nguyễn Trung Đại Dương 88' | Sân vận động: Lạch Tray Lượng khán giả: 3,000 Trọng tài: Nguyễn Đình Thái |  |

| 14 tháng 9 năm 2019 | Quảng Nam                | 1-4                          | SHB Đà Nẵng                                                                         | Tam Kỳ, Quảng Nam                                                       |  |
| 17:00               | - Gabriel Dos Santos 58' | Chi tiết FULL HIGHLIGHT TTTV | - Djicka Gassissou Aime 27', 72' - Đỗ Merlo 52' - Bernardo Frizoni Da Cruz Diás 67' | Sân vận động: Tam Kỳ Lượng khán giả: 6,000 Trọng tài: Nguyễn Trung Kiên |  |

| 14 tháng 9 năm 2019 | Sài Gòn | 3-1                                   | Hoàng Anh Gia Lai           | Quận 10, Thành phố Hồ Chí Minh                                           |  |
| 19:00               | - Nguyễn Đình Bảo 14' - Pedro Paulo 23' - Geovane Magno Cândido Silveira 55' - Trần Trung Hiếu 68' - Ngô Xuân Toàn 76' - Nguyễn Quốc Long 84' (ph.đ.) | Chi tiết FULL HIGHLIGHT TTTV, TTTV HD | - Nguyễn Phong Hồng Duy 47' | Sân vận động: Thống Nhất Lượng khán giả: 11,000 Trọng tài: Hoàng Ngọc Hà |  |

| 15 tháng 9 năm 2019 | Becamex Bình Dương                                                              | 1-5                             | Sông Lam Nghệ An                                                                          | Thủ Dầu Một, Bình Dương                                            |  |
| 17:00               | - Lê Tấn Tài 45' - Queiroz Dias Wander Luiz 49' (ph.đ.) - Nguyễn Thanh Thảo 50' | Chi tiết FULL HIGHLIGHT BĐTV HD | - Silva Dos Anios Joel Vinicius 18', 74', 82' - Phạm Xuân Mạnh 22' - Hồ Khắc Ngọc 27' 43' | Sân vận động: Gò Đậu Lượng khán giả: 7,000 Trọng tài: Vũ Nguyên Vũ |  |

| 15 tháng 9 năm 2019 | Nam Định                                                                                           | 1-1                          | Thành phố Hồ Chí Minh | Thành phố Nam Định, Nam Định                                                |  |
| 17:00               | - Pereira Diogo Junior 59' - Đinh Văn Trường 65' - Gustavo A. Dos Santos 74' - Lâm Anh Quang 90+5' | Chi tiết FULL HIGHLIGHT TTTV | - Lê Hoàng Thiên 84'  | Sân vận động: Thiên Trường Lượng khán giả: 15,000 Trọng tài: Trương Hồng Vũ |  |

| 15 tháng 9 năm 2019 | Thanh Hóa                                                     | 1-3                          | Than Quảng Ninh                                                                                          | Thành phố Thanh Hóa, Thanh Hóa                                       |  |
| 18:00               | - Bùi Văn Hiếu 25' - Bùi Văn Long 83' - Nguyễn Trọng Hùng 89' | Chi tiết FULL HIGHLIGHT TTTV | - Mạc Hồng Quân 3' - Lastro Neven 28' - Nguyễn Hải Huy 77' - Lê Thế Mạnh 82' - Kouassi Yao Hermann 90+4' | Sân vận động: Thanh Hóa Lượng khán giả: 4,000 Trọng tài: Ngô Duy Lân |  |

| 15 tháng 9 năm 2019 | Hà Nội                                                                                   | 5-2                                               | Viettel                                                            | Đống Đa, Hà Nội                                                       |  |
| 19:00               | - Nguyễn Thành Chung 50', 90' - Nguyễn Quang Hải 62', 68' - Nguyễn Văn Quyết 65' (ph.đ.) | Chi tiết FULL HIGHLIGHT VTV6, VTV5, BĐTV, BĐTV HD | - Bruno Cunha Cantanhede 19' (ph.đ.), 40' - Nguyễn Trọng Hoàng 61' | Sân vận động: Hàng Đẫy Lượng khán giả: 0 Trọng tài: Nguyễn Minh Thuận |  |

### Vòng 24
| 19 tháng 9 năm 2019 | Sông Lam Nghệ An | 0-1                                      | Hà Nội                                    | Thành phố Vinh, Nghệ An                                           |  |
| 17:00               |                  | Chi tiết FULL HIGHLIGHT VTV6, VTV5, BĐTV | - Nguyễn Thành Chung 54' - Hồ Minh Dĩ 87' | Sân vận động: Vinh Lượng khán giả: 10,000 Trọng tài: Vũ Nguyên Vũ |  |

| 20 tháng 9 năm 2019 | Hoàng Anh Gia Lai | 5-1                                    | Hải Phòng                                                          | Pleiku, Gia Lai                                                   |  |
| 17:00               | - Trần Minh Vương 16', 51', 66' - Nguyễn Văn Toàn 72' - Dos Santos Martins Felipe 80' - Trương Trọng Sáng 82' - A Hoàng 88' | Chi tiết FULL IHIGHLIGHT BĐTV, BĐTV HD | - Hoàng Vissai 44' - Adriano Schmidt 31' - Jermie Dwayne Lynch 82' | Sân vận động: Pleiku Lượng khán giả: 6,000 Trọng tài: Ngô Duy Lân |  |

| 20 tháng 9 năm 2019 | Than Quảng Ninh                           | 1-1                          | Quảng Nam                                 | Cẩm Phả, Quảng Ninh                                                      |  |
| 18:00               | - Trịnh Hoa Hùng 74' - Dương Văn Khoa 80' | Chi tiết FULL HIGHLIGHT TTTV | - Đinh Thanh Trung 9' - Ngô Đức Thắng 60' | Sân vận động: Cẩm Phả Lượng khán giả: 3,000 Trọng tài: Nguyễn Minh Thuận |  |

| 20 tháng 9 năm 2019 | Viettel                                                                         | 2-1                                             | Becamex Bình Dương                                                      | Đống Đa, Hà Nội                                                        |  |
| 19:00               | - Janclesio Almeida Santos 40' - Bruno Cunha Cantanhede 48' - Bùi Tiến Dũng 81' | Chi tiết FULL HIGHLIGHT TTTT HD, BTV2, OnSports | - Nguyễn Tiến Linh 17' - Nguyễn Thanh Long 48' - Nguyễn Trung Tín 90+4' | Sân vận động: Hàng Đẫy Lượng khán giả: 2,000 Trọng tài: Trương Hồng Vũ |  |

| 20 tháng 9 năm 2019 | Thành phố Hồ Chí Minh                                                                        | 4-1                                  | Sài Gòn                                 | Quận 10, Thành phố Hồ Chí Minh                                             |  |
| 19:00               | - Lê Hoàng Thiên 37', 90+1' - Đỗ Văn Thuận 65' - Nguyễn Tăng Tiến 70' - Akinade Ismaheel 79' | Chi tiết FULL HIGHLIGHT BĐTV, HTV TT | - Nguyễn Bá Dương 47' - Pedro Paulo 63' | Sân vận động: Thống Nhất Lượng khán giả: 3,000 Trọng tài: Nguyễn Ngọc Châu |  |

| 21 tháng 9 năm 2019 | SHB Đà Nẵng                 | 1-0                                      | Thanh Hóa | Cẩm Lệ, Đà Nẵng                                                          |  |
| 17:00               | - Phan Văn Long 90+2' 90+2' | Chi tiết FULL HIGHLIGHT VTV6, VTV5, TTTV |           | Sân vận động: Hòa Xuân Lượng khán giả: 7,000 Trọng tài: Nguyễn Đình Thái |  |

| 21 tháng 9 năm 2019 | Khánh Hòa                                                                                           | 3-0                          | Nam Định                                                                            | Nha Trang, Khánh Hòa                                                    |  |
| 19:00               | - Nguyễn Trung Đại Dương 44' - Nguyễn Tấn Điền 53' - Toure Youssouf 57' (ph.đ.) - Patiyo Tambwe 63' | Chi tiết FULL HIGHLIGHT TTTV | - Lâm Anh Quang 2' - Pereira Diogo Junior 53' - Lê Văn Phú 56' - Nguyễn Hạ Long 68' | Sân vận động: 19 tháng 8 Lượng khán giả: 5,000 Trọng tài: Hoàng Ngọc Hà |  |

### Vòng 25
| 19 tháng 10 năm 2019 | Sông Lam Nghệ An                          | 0-0                                           | Than Quảng Ninh                                                 | Thành phố Vinh, Nghệ An                                              |  |
| 17:00                | - Memovic Damir 26' - Trần Đình Hoàng 80' | Chi tiết FULL HIGHLIGHT VTV5, VTV5HD, OnSport | - Nghiêm Xuân Tú 22' - Nguyễn Xuân Hùng 49' - Lê Thế Mạnh 90+2' | Sân vận động: Vinh Lượng khán giả: 4,000 Trọng tài: Hoàng Thanh Bình |  |

| 19 tháng 10 năm 2019 | Thanh Hóa                                 | 1-3                                                       | Viettel                                                                                              | Thành phố Thanh Hóa, Thanh Hóa                                      |  |
| 17:00                | - Nguyễn Thế Dương 25' - Phạm Văn Hội 87' | Chi tiết FULL HIGHLIGHT TheThaoTV, K+PM, FPT Play, FPT TV | - Nguyễn Hoàng Đức 8' - Bùi Tiến Dũng 26' - Bruno Cunha Cantanhede 52', 76' - Nguyễn Đức Chiến 90+3' | Sân vận động: Thanh Hóa Lượng khán giả: 6,500 Trọng tài: Mod Amirul |  |

| 19 tháng 10 năm 2019 | Thành phố Hồ Chí Minh                              | 1-2                                                  | Hoàng Anh Gia Lai                                                                        | Quận 10, Thành phố Hồ Chí Minh                                           |  |
| 17:00                | - Ngô Tùng Quốc 15' - Trần Phi Sơn 75' (ph.đ.) 75' | Chi tiết FULL HIGHLIGHT VTV6, VTV6HD, HTV TT, BĐTVHD | - Nguyễn Phong Hồng Duy 18' 62' (ph.đ.) - Châu Ngọc Quang 83' - Vũ Văn Thanh 87' (ph.đ.) | Sân vận động: Thống Nhất Lượng khán giả: 10,000 Trọng tài: Hoàng Ngọc Hà |  |

| 19 tháng 10 năm 2019 | Dược Nam Hà Nam Định                                 | 2-1                                                   | Hải Phòng                                   | Thành phố Nam Định, Nam Định                                                  |  |
| 17:00                | - Emmanuel Tony Agbaji 8' - Pereira Diogo Junior 87' | Chi tiết FULL HIGHLIGHT TheThaoTVHD, FPT Play, FPT TV | - Nguyễn Hữu Phúc 42' - Nguyên Văn Hạnh 63' | Sân vận động: Thiên Trường Lượng khán giả: 15,000 Trọng tài: Nguyễn Đình Thái |  |

| 19 tháng 10 năm 2019 | Sanna Khánh Hòa BVN | 0-0                                                     | Sài Gòn                                                           | Nha Trang, Khánh Hòa                                                  |  |
| 17:00                |                     | Chi tiết FULL HIGHLIGHT TheThaoTinTucHD, K+PM, FPT Play | - Ngô Xuân Toàn 62' - Nguyễn Quốc Long 90' - Phạm Văn Phong 90+3' | Sân vận động: 19 tháng 8 Lượng khán giả: 4,000 Trọng tài: Ngô Duy Lân |  |

| 19 tháng 10 năm 2019 | SHB Đà Nẵng | 0-2                                              | Becamex Bình Dương          | Cẩm Lệ, Đà Nẵng                                                        |  |
| 17:00                |             | Chi tiết FULL HIGHLIGHT VTVcab15, BTV2, FPT Play | - Nguyễn Tiến Linh 71', 85' | Sân vận động: Hòa Xuân Lượng khán giả: 3,000 Trọng tài: Trần Văn Trọng |  |

| 19 tháng 10 năm 2019 | Hà Nội                                                                                    | 2-2                                                | Quảng Nam                                          | Đống Đa, Hà Nội                                                 |  |
| 17:00                | - Papa Ibou Kebe 49', 51' - Trần Văn Kiên 77' - Đậu Văn Toàn 82' - Nguyễn Thành Chung 90' | Chi tiết FULL HIGHLIGHT VTVcab22, FPT Play, FPT TV | - Rodrigo Da Silva Dias 66' - Đinh Thanh Trung 75' | Sân vận động: Hàng Đẫy Lượng khán giả: 0 Trọng tài: Đỗ Thành Đệ |  |

### Vòng 26
| 23 tháng 10 năm 2019 | Quảng Nam                                            | 2-2                                          | Sông Lam Nghệ An                                   | Tam Kỳ, Quảng Nam                                                    |  |
| 17:00                | - Nguyễn Hoàng Quốc Chí 45' - Gabriel Dos Santos 83' | Chi tiết FULL HIGHLIGHT VTV Cab 22, FPT PLAY | - Hồ Phúc Tịnh 27', 62' - HLV Nguyễn Đức Thắng 83' | Sân vận động: Tam Kỳ Lượng khán giả: 2,000 Trọng tài: Hoàng Anh Tuấn |  |

| 23 tháng 10 năm 2019 | Viettel                                                                                    | 5-3                                                   | SHB Đà Nẵng | Đống Đa, Hà Nội                                                      |  |
| 17:00                | - Bruno 32', 57', 59', 68' - Quế Ngọc Hải 34' - Nguyễn Trọng Đại 70' - Trương Tiến Anh 76' | Chi tiết FULL HIGHLIGHT TheThaoTVHD, FPT PLAY, FPT TV | - Phan Văn Long 11' - Đỗ Thanh Thịnh 17' - Trợ lý HLV Nguyễn Việt Thắng 34' - Bernardo Frizoni Da Cruz Diás 36' 55' - Djicka Gassissou Aime 90' - Nguyễn Thanh Hải 90+1' | Sân vận động: Hàng Đẫy Lượng khán giả: 1,000 Trọng tài: Vũ Nguyên Vũ |  |

| 23 tháng 10 năm 2019 | Hải Phòng                                                | 1-2                     | Thành phố Hồ Chí Minh               | Quận Ngô Quyền, Hải Phòng                                            |  |
| 17:00                | - Trịnh Văn Lợi 8' - Hoàng Vissai 61' - Lê Mạnh Dũng 73' | Chi tiết FULL HIGHLIGHT | - Võ Út Cường 1' - Trần Phi Sơn 23' | Sân vận động: Lạch Tray Lượng khán giả: 2,000 Trọng tài: Lê Đức Cảnh |  |

| 23 tháng 10 năm 2019 | Hoàng Anh Gia Lai                                                              | 4-1                                                 | Sanna Khánh Hòa BVN | Pleiku, Gia Lai                                                  |  |
| 17:00                | - Trần Minh Vương 28', 70' - Trần Đình Khương 29' (l.n.) - Nguyễn Văn Toàn 76' | Chi tiết FULL HIGHLIGHT BĐTV, FPT PLAY FPT TV, K+PM | - Zarour Chaher 65' | Sân vận động: Pleiku Lượng khán giả: 6,000 Trọng tài: Jansen Foo |  |

| 23 tháng 10 năm 2019 | Sài Gòn                                            | 4-1                                                    | Dược Nam Hà Nam Định                                   | Quận 10, Thành phố Hồ Chí Minh                                             |  |
| 17:00                | - Lê Quốc Phương 31', 42', 48' - Bùi Trần Vũ 90+1' | Chi tiết FULL HIGHLIGHT TTTT HD, HTV, FPT PLAY, FPT TV | - Gustavo A. Dos Santos 55' - Pereira Diogo Junior 90' | Sân vận động: Thống Nhất Lượng khán giả: 1,000 Trọng tài: Hoàng Thanh Bình |  |

| 23 tháng 10 năm 2019 | Becamex Bình Dương                                            | 1-1                                                         | Thanh Hóa                              | Thủ Dầu Một, Bình Dương                                                   |  |
| 17:00                | - Nguyễn Trọng Huy 88' - Queiroz Dias Wander Luiz 90+4' 90+5' | Chi tiết FULL HIGHLIGHT BĐTVHD, FPT PLAY FPT TV, K+PM, BTV2 | - Hoàng Đình Tùng 42' - Lê Văn Sáu 53' | Sân vận động: Gò Đậu Lượng khán giả: 4,000 Trọng tài: Nathan Chan Rong De |  |

| 23 tháng 10 năm 2019 | Than Quảng Ninh                                                                                   | 4-2                                             | Hà Nội                                    | Cẩm Phả, Quảng Ninh                                                |  |
| 17:00                | - Dyachenko Rodion Sergey 25' - Giang Trần Quách Tân 62' - Mạc Hồng Quân 73' - Nguyễn Hải Huy 86' | Chi tiết FULL HIGHLIGHT VTV6, VTV6HD, TheThaoTV | - Ngân Văn Đại 45' - Pape Omar Faye 90+2' | Sân vận động: Cửa Ông Lượng khán giả: 5,000 Trọng tài: Ngô Duy Lân |  |

## Bảng xếp hạng
| VT | Đội                     | ST | T  | H  | B  | BT | BB | HS  | Đ  | Giành quyền tham dự hoặc xuống hạng         |
| -- | ----------------------- | -- | -- | -- | -- | -- | -- | --- | -- | ------------------------------------------- |
| 1  | Hà Nội (C, D)           | 26 | 15 | 8  | 3  | 60 | 30 | +30 | 53 |                                             |
| 2  | Thành phố Hồ Chí Minh   | 26 | 14 | 6  | 6  | 41 | 29 | +12 | 48 | Lọt vào vòng sơ loại 2 AFC Champions League |
| 3  | Than Quảng Ninh         | 26 | 10 | 9  | 7  | 41 | 33 | +8  | 39 | Lọt vào vòng bảng AFC Cup                   |
| 4  | Becamex Bình Dương      | 26 | 10 | 6  | 10 | 32 | 32 | 0   | 36 |                                             |
| 5  | Sài Gòn                 | 26 | 10 | 6  | 10 | 37 | 40 | −3  | 36 |                                             |
| 6  | Viettel                 | 26 | 11 | 3  | 12 | 33 | 40 | −7  | 36 |                                             |
| 7  | Sông Lam Nghệ An        | 26 | 8  | 11 | 7  | 32 | 26 | +6  | 35 |                                             |
| 8  | Hoàng Anh Gia Lai       | 26 | 10 | 5  | 11 | 45 | 46 | −1  | 35 |                                             |
| 9  | Quảng Nam               | 26 | 8  | 10 | 8  | 43 | 38 | +5  | 34 |                                             |
| 10 | SHB Đà Nẵng             | 26 | 9  | 6  | 11 | 38 | 38 | 0   | 33 |                                             |
| 11 | Dược Nam Hà Nam Định    | 26 | 8  | 7  | 11 | 32 | 41 | −9  | 31 |                                             |
| 12 | Hải Phòng               | 26 | 8  | 6  | 12 | 33 | 44 | −11 | 30 |                                             |
| 13 | Thanh Hóa (O)           | 26 | 6  | 8  | 12 | 36 | 52 | −16 | 26 | Lọt vào vòng play-off xuống hạng            |
| 14 | Sanna Khánh Hòa BVN (R) | 26 | 6  | 7  | 13 | 31 | 45 | −14 | 25 | Xuống hạng đến V.League 2 2020              |

1. ↑  Hà Nội bị cấm tham dự vòng loại thứ hai của AFC Champions League 2020 do đội U-15 của họ không tham dự giải U-15 quốc gia. Suất dự giải đấu này đã được chuyển xuống cho đội á quân Thành phố Hồ Chí Minh và suất tham dự AFC Cup 2020 của Thành phố Hồ Chí Minh trước đó cũng đã được chuyển xuống cho đội hạng ba là Than Quảng Ninh.

## Tóm tắt kết quả
| Nhà \ Khách     | B.BDFC | HPFC | HNFC | HAGLFC | HCMCFC | DNHNĐFC | QNFC | SGFC | SKHBVNFC | SHBĐNFC | SLNAFC | THFC | TQNFC | VTFC |
| --------------- | ------ | ---- | ---- | ------ | ------ | ------- | ---- | ---- | -------- | ------- | ------ | ---- | ----- | ---- |
| B.BDFC          | —      |      |      |        |        |         |      |      |          |         |        |      |       |      |
| Hải Phòng       |        | —    | 1–2  |        |        |         | 0–3  | 1–2  |          |         |        | 2–2  | 3–2   | 2–1  |
| Hà Nội          |        | 3–1  | —    |        |        |         | 2–2  | 2–0  |          |         |        | 5–0  | 5–0   | 5–2  |
| HAGLFC          |        |      |      | —      |        |         |      |      |          |         |        |      |       |      |
| HCMCFC          |        |      |      |        | —      |         |      |      |          |         |        |      |       |      |
| DNHNĐFC         |        |      |      |        |        | —       |      |      |          |         |        |      |       |      |
| Quảng Nam       |        | 1–2  | 1–1  |        |        |         | —    | 3–1  |          |         |        | 3–0  | 0–1   | 0–2  |
| Sài Gòn         |        | 1–0  | 4–1  |        |        |         | 1–1  | —    |          |         |        | 2–0  | 2–2   | 3–0  |
| SKHBVNFC        |        |      |      |        |        |         |      |      | —        |         |        |      |       |      |
| SHBĐNFC         |        |      |      |        |        |         |      |      |          | —       |        |      |       |      |
| SLNAFC          |        |      |      |        |        |         |      |      |          |         | —      |      |       |      |
| Thanh Hóa       |        | 0–3  | 4–1  |        |        |         | 3–2  | 2–1  |          |         |        | —    | 1–3   | 1–3  |
| Than Quảng Ninh |        | 4–2  | 4–2  |        |        |         | 1–0  | 3–0  |          |         |        | 3–0  | —     | 1–0  |
| Viettel         |        | 2–0  | 0–2  |        |        |         | 1–1  | 0–1  |          |         |        | 2–1  | 3–3   | —    |

## Tiến trình mùa giải
| Đội ╲ Vòng            | 1 | 2 | 3 | 4 | 5 | 6 | 7 | 8 | 9 | 10 | 11 | 12 | 13 | 14 | 15 | 16 | 17 | 18 | 19 | 20 | 21 | 22 | 23 | 24 | 25 | 26 |
| --------------------- | - | - | - | - | - | - | - | - | - | -- | -- | -- | -- | -- | -- | -- | -- | -- | -- | -- | -- | -- | -- | -- | -- | -- |
| Becamex Bình Dương    | D | W | L | W | L | L | L | D | W | D  | L  | W  | W  | D  | L  | L  | D  | W  | L  | W  | W  | W  | L  | L  | W  | D  |
| Hà Nội                | W | D | W | W | D | W | W | D | L | W  | L  | D  | W  | W  | D  | D  | W  | D  | W  | W  | W  | W  | W  | W  | D  | L  |
| Hải Phòng             | L | W | W | W | D | L | W | L | D | D  | L  | L  | L  | L  | D  | W  | W  | L  | L  | D  | W  | W  | D  | L  | L  | L  |
| Hoàng Anh Gia Lai     | W | L | L | L | W | L | D | W | W | D  | L  | D  | L  | L  | L  | D  | W  | W  | D  | L  | L  | W  | L  | W  | W  | W  |
| Thành phố Hồ Chí Minh | W | W | W | D | W | W | L | W | D | W  | W  | L  | D  | L  | W  | W  | D  | D  | L  | L  | W  | W  | D  | W  | L  | W  |
| Dược Nam Hà Nam Định  | W | L | L | L | L | W | D | L | D | D  | W  | L  | W  | D  | W  | W  | L  | W  | D  | D  | L  | L  | D  | L  | W  | L  |
| Quảng Nam             | L | D | D | L | D | W | L | L | D | D  | L  | W  | L  | W  | W  | L  | D  | D  | W  | W  | W  | W  | L  | D  | D  | D  |
| Sài Gòn               | L | W | W | D | D | L | W | W | L | W  | L  | D  | L  | D  | L  | D  | L  | L  | W  | L  | W  | W  | W  | L  | D  | W  |
| Sanna Khánh Hoà BVN   | L | L | L | W | D | D | L | L | L | D  | W  | L  | L  | L  | D  | W  | L  | D  | W  | W  | L  | L  | D  | W  | D  | L  |
| SHB Đà Nẵng           | W | L | D | D | D | L | L | W | W | L  | W  | W  | L  | D  | D  | L  | W  | W  | D  | L  | L  | L  | W  | W  | L  | L  |
| Sông Lam Nghệ An      | W | D | W | L | W | W | D | D | D | D  | L  | D  | W  | D  | L  | D  | L  | L  | W  | D  | W  | L  | W  | L  | D  | D  |
| Than Quảng Ninh       | L | D | W | W | L | W | W | L | D | L  | W  | D  | W  | D  | W  | W  | L  | D  | D  | D  | L  | L  | W  | D  | D  | W  |
| Thanh Hóa             | D | L | L | D | L | D | D | W | W | D  | W  | W  | D  | W  | W  | L  | D  | L  | L  | L  | L  | L  | L  | L  | L  | D  |
| Viettel               | L | W | L | L | W | L | W | D | L | L  | W  | D  | W  | W  | L  | L  | W  | D  | L  | W  | L  | L  | L  | W  | W  | W  |

## Vị trí các đội qua các vòng đấu
| Đội ╲ Vòng           | 1                  | 2  | 3  | 4  | 5  | 6  | 7  | 8  | 9  | 10 | 11 | 12 | 13 | 14 | 15 | 16 | 17 | 18 | 19 | 20 | 21 | 22 | 23 | 24 | 25 | 26 |   |
| -------------------- | ------------------ | -- | -- | -- | -- | -- | -- | -- | -- | -- | -- | -- | -- | -- | -- | -- | -- | -- | -- | -- | -- | -- | -- | -- | -- | -- | - |
| Đội ╲ Vòng           | Becamex Bình Dương | 7  | 3  | 6  | 4  | 6  | 7  | 8  | 10 | 9  | 8  | 12 | 9  | 6  | 8  | 10 | 10 | 10 | 9  | 9  | 8  | 5  | 3  | 5  | 6  | 4  | 4 |
| Thanh Hóa            | 8                  | 11 | 13 | 14 | 14 | 14 | 14 | 11 | 10 | 10 | 9  | 7  | 5  | 5  | 4  | 4  | 4  | 6  | 7  | 10 | 12 | 13 | 13 | 13 | 13 | 13 |   |
| Hà Nội               | 1                  | 2  | 2  | 1  | 2  | 2  | 1  | 2  | 2  | 2  | 2  | 2  | 2  | 1  | 2  | 2  | 1  | 2  | 1  | 1  | 1  | 1  | 1  | 1  | 1  | 1  |   |
| Hải Phòng            | 9                  | 8  | 4  | 3  | 3  | 5  | 5  | 6  | 5  | 5  | 7  | 10 | 10 | 12 | 12 | 11 | 9  | 11 | 13 | 13 | 10 | 7  | 9  | 10 | 12 | 12 |   |
| Hoàng Anh Gia Lai    | 2                  | 5  | 9  | 9  | 8  | 11 | 10 | 7  | 7  | 6  | 8  | 8  | 11 | 11 | 13 | 13 | 12 | 10 | 10 | 11 | 13 | 12 | 12 | 11 | 10 | 8  |   |
| TP HCM               | 6                  | 1  | 1  | 2  | 1  | 1  | 2  | 1  | 1  | 1  | 1  | 1  | 1  | 2  | 1  | 1  | 2  | 1  | 2  | 2  | 2  | 2  | 2  | 2  | 2  | 2  |   |
| Dược Nam Hà Nam Định | 3                  | 6  | 10 | 10 | 12 | 10 | 9  | 12 | 12 | 12 | 11 | 12 | 12 | 10 | 8  | 6  | 8  | 5  | 5  | 5  | 8  | 10 | 10 | 12 | 11 | 11 |   |
| Quảng Nam            | 12                 | 12 | 12 | 13 | 13 | 8  | 11 | 13 | 13 | 13 | 14 | 13 | 13 | 13 | 11 | 12 | 13 | 13 | 12 | 9  | 6  | 4  | 7  | 7  | 6  | 9  |   |
| Sài Gòn              | 10                 | 9  | 5  | 5  | 5  | 6  | 6  | 4  | 6  | 3  | 3  | 4  | 7  | 7  | 9  | 7  | 11 | 12 | 11 | 12 | 11 | 8  | 6  | 8  | 8  | 5  |   |
| Sanna Khánh Hòa BVN  | 13                 | 14 | 14 | 11 | 11 | 13 | 13 | 14 | 14 | 14 | 13 | 14 | 14 | 14 | 14 | 14 | 14 | 14 | 14 | 14 | 14 | 14 | 14 | 14 | 14 | 14 |   |
| Sông Lam Nghệ An     | 5                  | 4  | 3  | 6  | 4  | 3  | 3  | 3  | 3  | 4  | 5  | 5  | 4  | 3  | 5  | 5  | 5  | 8  | 6  | 6  | 4  | 6  | 4  | 4  | 5  | 7  |   |
| SHB Đà Nẵng          | 4                  | 7  | 7  | 8  | 9  | 9  | 12 | 9  | 8  | 9  | 6  | 6  | 8  | 9  | 6  | 8  | 6  | 4  | 4  | 4  | 7  | 9  | 8  | 5  | 7  | 10 |   |
| Than Quảng Ninh      | 14                 | 13 | 8  | 6  | 7  | 4  | 4  | 5  | 4  | 7  | 4  | 3  | 3  | 4  | 3  | 3  | 3  | 3  | 3  | 3  | 3  | 5  | 3  | 3  | 3  | 3  |   |
| Viettel              | 11                 | 10 | 11 | 12 | 10 | 12 | 7  | 8  | 11 | 11 | 10 | 11 | 9  | 6  | 7  | 9  | 7  | 7  | 8  | 7  | 9  | 11 | 11 | 9  | 9  | 6  |   |

## Kết quả chung cuộc
- Đội vô địch: Hà Nội
- Á quân: Thành phố Hồ Chí Minh
- Hạng Ba: Than Quảng Ninh
- Cầu thủ ghi nhiều bàn thắng nhất: Pape Omar Faye;Bruno Cunha Cantanhede (15 bàn)
- Đội xuống thi đấu tại Giải bóng đá hạng nhất quốc gia 2020: Khánh Hòa